# Mistrovství světa v ledním hokeji 2023
Mistrovství světa v ledním hokeji 2023 bylo 86. mistrovství světa v ledním hokeji pořádané Mezinárodní federací ledního hokeje. Toto MS se podle dohody IIHF na Maltě mělo konat v ruském Petrohradu. Rusku bylo pořádání šampionátu odebráno z důvodu invaze na Ukrajinu. Oficiálně bylo původní dějiště oznámeno 24. května 2019 v Bratislavě. Nové dějiště šampionátu určil kongres IIHF v Tampere, který proběhl během mistrovství světa 2022. Jedinými kandidáty na pořadatelství bylo Finsko a Lotyšsko, které pořádaly šampionát společně. O pořádání uvažovaly i Slovinsko a Maďarsko (šampionát by se uskutečnil v Lublani a Budapešti), avšak Maďarsko nakonec kandidaturu stáhlo ještě před hlasováním o pořadateli, neboť Maďarsko nechtělo pořádat turnaj bez účasti Ruska. Ve finále uspěl výběr Kanady, která porazila Německo 5:2. Historický bronz získalo domácí Lotyšsko po výhře nad Spojenými státy, 4:3 v prodloužení.
Stejně jako na předešlém mistrovství světa ve Finsku platil i na tomto mistrovství zákaz startu pro reprezentace Ruska a Běloruska.

## Výběr pořadatelské země
Spolupořadatelé Finsko a Lotyšsko byli jedinými kandidáty na pořádání 86. ročníku MS v ledním hokeji.
| Země              | Země              | Počet hlasů     | Počet hlasů     |
| ----------------- | ----------------- | --------------- | --------------- |
| Finsko a Lotyšsko | Finsko a Lotyšsko | Jediný kandidát | Jediný kandidát |

## Stadiony
| Finsko                         | Tampere Riga Mistrovství světa v ledním hokeji 2023 (Skandinávie) | Lotyšsko                      |
| Tampere                        | Tampere Riga Mistrovství světa v ledním hokeji 2023 (Skandinávie) | Riga                          |
| Nokia Arena – Kapacita: 13 455 | Tampere Riga Mistrovství světa v ledním hokeji 2023 (Skandinávie) | Arena Riga – Kapacita: 10 300 |
|                                | Tampere Riga Mistrovství světa v ledním hokeji 2023 (Skandinávie) |                               |

## Kvalifikované týmy
- Česko
- Dánsko
- Finsko
- Francie
- Kanada
- Kazachstán
- Lotyšsko
- Německo
- Norsko
- Rakousko
- Slovensko
- Švédsko
- Švýcarsko
- USA

Týmy postupující z divize I A:
- Maďarsko
- Slovinsko

## Soupisky
Na soupisce každého týmu je nejméně 15 bruslařů (útočníků a obránců) a 2 brankáři, nejvýše 22 bruslařů a 3 brankáři. Všech 16 zúčastněných zemí musí prostřednictvím potvrzení svých národních svazů předložit „dlouhý seznam“ nejpozději dva týdny před turnajem a konečnou soupisku do zasedání pasové kontroly před zahájením turnaje.

## Rozhodčí
16 hlavních rozhodčích a 16 čárových bylo oznámeno 6. dubna 2023.
| Hlavní | Čároví |
| --- | --- |
| - Adam Bloski - Mike Langin - Jan Hribik - Mads Frandsen - Lassi Heikkinen - Mikko Kaukokari - Liam Sewell - Sirko Hunnius - André Schrader - Andris Ansons - Tobias Björk - Christoffer Holm - Stefan Hürlimann - Miroslav Štolc - Sean Fernandez - Sean MacFarlane | - David Nothegger - Brett Mackey - Tarrington Wyonzek - Daniel Hynek - Jiří Ondráček - Andreas Krøyer - Onni Hautamäki - Tommi Niittylä - Nicolas Constantineau - Andreas Hofer - Dāvis Zunde - Šimon Synek - Emil Yletyinen - Eric Cattaneo - Nick Briganti - Jake Davis |

## Základní skupiny
| Skupina A – Tampere | Skupina B – Riga |
| ------------------- | ---------------- |
| Finsko              | Kanada           |
| Švédsko             | Česko            |
| USA                 | Švýcarsko        |
| Německo             | Slovensko        |
| Dánsko              | Lotyšsko         |
| Francie             | Norsko           |
| Rakousko            | Kazachstán       |
| Maďarsko            | Slovinsko        |

- Rusko a Bělorusko se opět nezúčastní MS kvůli invazi na Ukrajinu.

### Skupina A – Tampere

#### Tabulka
|  | Týmy postupující do čtvrtfinále |
|  | Tým sestupující do Divize I     |

| Poř. | Tým      | Z | V | VP | PP | P | GV | GI | +/- | B  |
| ---- | -------- | - | - | -- | -- | - | -- | -- | --- | -- |
| 1.   | USA      | 7 | 6 | 1  | 0  | 0 | 34 | 8  | +26 | 20 |
| 2.   | Švédsko  | 7 | 5 | 1  | 1  | 0 | 26 | 7  | +19 | 18 |
| 3.   | Finsko   | 7 | 5 | 0  | 1  | 1 | 28 | 15 | +13 | 16 |
| 4.   | Německo  | 7 | 4 | 0  | 0  | 3 | 27 | 16 | +11 | 12 |
| 5.   | Dánsko   | 7 | 2 | 1  | 0  | 4 | 19 | 26 | -7  | 8  |
| 6.   | Francie  | 7 | 0 | 1  | 2  | 4 | 10 | 31 | -21 | 4  |
| 7.   | Rakousko | 7 | 0 | 1  | 1  | 5 | 11 | 27 | -16 | 3  |
| 8.   | Maďarsko | 7 | 0 | 1  | 1  | 5 | 12 | 37 | -25 | 3  |

#### Zápasy
| 12. května 2023 15:20 | Finsko | 1 : 4 (1:0, 0:1, 0:3) | USA | Nokia Arena, Tampere Návštěvnost: 12 056 |  |

| Report                                                    |                                                           |                     | |                                                                      |
| Emil Larmi                                                | Emil Larmi                                                | Brankáři            | Casey DeSmith | Rozhodčí: Tobias Björk Adam Bloski Čároví: Jiří Ondráček Šimon Synek |
| Teemu Hartikainen (Jere Sallinen, Sakari Manninen) 17:07' | Teemu Hartikainen (Jere Sallinen, Sakari Manninen) 17:07' | 1:0 1:1 1:2 1:3 1:4 | 33:48' Cutter Gauthier (Carter Mazur, Dylan Samberg) 49:49' Drew O'Connor (Dylan Samberg, Conor Garland) 52:57' Alex Tuch (Rocco Grimaldi, Drew O'Connor) 59:12' Alex Tuch (Drew O'Connor, do prázdné branky) | Rozhodčí: Tobias Björk Adam Bloski Čároví: Jiří Ondráček Šimon Synek |
| 6 min                                                     | 6 min                                                     | Tresty              | 4 min | Rozhodčí: Tobias Björk Adam Bloski Čároví: Jiří Ondráček Šimon Synek |
| 24                                                        | 24                                                        | Střely              | 38 | Rozhodčí: Tobias Björk Adam Bloski Čároví: Jiří Ondráček Šimon Synek |

| 12. května 2023 19:20 | Švédsko | 1 : 0 (0:0, 0:0, 1:0) | Německo | Nokia Arena, Tampere Návštěvnost: 9 179 |  |

| Report                                                    |                                                           |          |                      |                                                                                   |
| Lars Johansson                                            | Lars Johansson                                            | Brankáři | Mathias Niederberger | Rozhodčí: Mikko Kaukokari Miroslav Štolc Čároví: Eric Cattaneo Tarrington Wyonzek |
| Oscar Lindberg (Jonatan Berggren, André Petersson) 41:31' | Oscar Lindberg (Jonatan Berggren, André Petersson) 41:31' | 1:0      |                      | Rozhodčí: Mikko Kaukokari Miroslav Štolc Čároví: Eric Cattaneo Tarrington Wyonzek |
| 8 min                                                     | 8 min                                                     | Tresty   | 6 min                | Rozhodčí: Mikko Kaukokari Miroslav Štolc Čároví: Eric Cattaneo Tarrington Wyonzek |
| 23                                                        | 23                                                        | Střely   | 19                   | Rozhodčí: Mikko Kaukokari Miroslav Štolc Čároví: Eric Cattaneo Tarrington Wyonzek |

| 13. května 2023 11:20 | Francie | 2 : 1 PP (1:0, 0:0, 0:1 — 1:0) | Rakousko | Nokia Arena, Tampere Návštěvnost: 7 626 |  |

| Report | |             |                                                    |                                                                              |
| Sebastian Ylönen                                                                                                   | Sebastian Ylönen                                                                                                   | Brankáři    | David Kickert                                      | Rozhodčí: Mads Frandsen Sirko Hunnius Čároví: Šimon Synek Tarrington Wyonzek |
| Tim Bozon (Valentin Claireaux, Florian Chakiachvili) 19:29' Sacha Treille (Florian Chakiachvili, Tim Bozon) 60:39' | Tim Bozon (Valentin Claireaux, Florian Chakiachvili) 19:29' Sacha Treille (Florian Chakiachvili, Tim Bozon) 60:39' | 1:0 1:1 2:1 | 46:56' Thomas Raffl (Peter Schneider, Marco Rossi) | Rozhodčí: Mads Frandsen Sirko Hunnius Čároví: Šimon Synek Tarrington Wyonzek |
| 27 min | 27 min | Tresty      | 10 min                                             | Rozhodčí: Mads Frandsen Sirko Hunnius Čároví: Šimon Synek Tarrington Wyonzek |
| 28 | 28 | Střely      | 28                                                 | Rozhodčí: Mads Frandsen Sirko Hunnius Čároví: Šimon Synek Tarrington Wyonzek |

| 13. května 2023 15:20 | Maďarsko | 1 : 3 (0:1, 0:1, 1:1) | Dánsko | Nokia Arena, Tampere Návštěvnost: 7 633 |  |

| Report                                              |                                                     |                 | |                                                                           |
| Bence Bálizs                                        | Bence Bálizs                                        | Brankáři        | Frederik Dichow | Rozhodčí: Adam Bloski Sean MacFarlane Čároví: Onni Hautamäki Brett Mackey |
| István Sofron (Bence Szabó, István Bartalis) 46:42' | István Sofron (Bence Szabó, István Bartalis) 46:42' | 0:1 0:2 1:2 1:3 | 15:55' Nikolaj Ehlers (Nicklas Jensen, Patrick Russell) 29:23' Nikolaj Ehlers (Markus Lauridsen, Nicklas Jensen) 51:58' Morten Poulsen (Matias Lassen, Frederik Storm) | Rozhodčí: Adam Bloski Sean MacFarlane Čároví: Onni Hautamäki Brett Mackey |
| 12 min                                              | 12 min                                              | Tresty          | 10 min | Rozhodčí: Adam Bloski Sean MacFarlane Čároví: Onni Hautamäki Brett Mackey |
| 17                                                  | 17                                                  | Střely          | 44 | Rozhodčí: Adam Bloski Sean MacFarlane Čároví: Onni Hautamäki Brett Mackey |

| 13. května 2023 19:20 | Německo | 3 : 4 (1:1, 2:2, 0:1) | Finsko | Nokia Arena, Tampere Návštěvnost: 11 712 |  |

| Report | |                             | |                                                                       |
| Dustin Strahlmeier | Dustin Strahlmeier | Brankáři                    | Jussi Olkinuora | Rozhodčí: Andris Ansons Miroslav Štolc Čároví: Jake Davis Dāvis Zunde |
| Marcel Noebels (Daniel Fischbuch, Maximilian Kastner) 17:45' Kai Wissmann (Maximilian Kastner, Marcel Noebels) 32:26' John-Jason Peterka (Dominik Kahun, Frederik Tiffels) 39:41' | Marcel Noebels (Daniel Fischbuch, Maximilian Kastner) 17:45' Kai Wissmann (Maximilian Kastner, Marcel Noebels) 32:26' John-Jason Peterka (Dominik Kahun, Frederik Tiffels) 39:41' | 0:1 1:1 2:1 2:2 2:3 3:3 3:4 | 09:30' Joel Armia (Kaapo Kakko, Olli Määttä) 34:09' Sakari Manninen (Kasperi Kapanen, Miika Koivisto) 35:56' Sakari Manninen (Mikko Rantanen, Mikko Lehtonen) 52:45' Mikko Lehtonen (Mikko Rantanen, Teemu Hartikainen) | Rozhodčí: Andris Ansons Miroslav Štolc Čároví: Jake Davis Dāvis Zunde |
| 4 min | 4 min | Tresty                      | 8 min | Rozhodčí: Andris Ansons Miroslav Štolc Čároví: Jake Davis Dāvis Zunde |
| 13 | 13 | Střely                      | 25 | Rozhodčí: Andris Ansons Miroslav Štolc Čároví: Jake Davis Dāvis Zunde |

| 14. května 2023 11:20 | USA | 7 : 1 (2:1, 2:0, 3:0) | Maďarsko | Nokia Arena, Tampere Návštěvnost: 5 258 |  |

| Report | |                                 |                                                     |                                                                                |
| Cal Petersen | Cal Petersen | Brankáři                        | Dominik Horváth                                     | Rozhodčí: Mads Frandsen Sirko Hunnius Čároví: Eric Cattaneo Tarrington Wyonzek |
| Alex Tuch (Rocco Grimaldi) 06:16' Nick Bonino (Rocco Grimaldi) 18:38' Nick Bonino (Conor Garland, Scott Perunovich) 23:29' Cutter Gauthier (Matt Coronato, Lane Hutson) 33:39' Connor Mackey (Michael Eyssimont, Conor Garland) 41:26' Rocco Grimaldi 44:04' Luke Tuch 56:57' | Alex Tuch (Rocco Grimaldi) 06:16' Nick Bonino (Rocco Grimaldi) 18:38' Nick Bonino (Conor Garland, Scott Perunovich) 23:29' Cutter Gauthier (Matt Coronato, Lane Hutson) 33:39' Connor Mackey (Michael Eyssimont, Conor Garland) 41:26' Rocco Grimaldi 44:04' Luke Tuch 56:57' | 0:1 1:1 2:1 3:1 4:1 5:1 6:1 7:1 | 04:07' István Sofron (Bence Szabó, István Bartalis) | Rozhodčí: Mads Frandsen Sirko Hunnius Čároví: Eric Cattaneo Tarrington Wyonzek |
| 0 min | 0 min | Tresty                          | 4 min                                               | Rozhodčí: Mads Frandsen Sirko Hunnius Čároví: Eric Cattaneo Tarrington Wyonzek |
| 50 | 50 | Střely                          | 14                                                  | Rozhodčí: Mads Frandsen Sirko Hunnius Čároví: Eric Cattaneo Tarrington Wyonzek |

| 14. května 2023 15:20 | Francie | 3 : 4 PP (0:2, 3:1, 0:0 — 0:1) | Dánsko | Nokia Arena, Tampere Návštěvnost: 4 542 |  |

| Report | |                             | |                                                                         |
| Sebastian Ylönen | Sebastian Ylönen | Brankáři                    | Frederik Dichow | Rozhodčí: Tobias Björk Mikko Kaukokari Čároví: Jake Davis Jiří Ondráček |
| Guillaume Leclerc (Anthony Rech, Louis Boudon) 25:48' Anthony Rech 28:29' Justin Addamo (Jules Boscq, Hugo Gallet) 39:31' | Guillaume Leclerc (Anthony Rech, Louis Boudon) 25:48' Anthony Rech 28:29' Justin Addamo (Jules Boscq, Hugo Gallet) 39:31' | 0:1 0:2 1:2 2:2 2:3 3:3 3:4 | 08:27' Nikolaj Ehlers (Markus Lauridsen, Nicklas Jensen) 18:03' Mikkel Bødker (Jesper Jensen, Mathias Bau Hansen) 30:34' Nick Olesen 61:43' Patrick Russell (Markus Lauridsen, Nikolaj Ehlers) | Rozhodčí: Tobias Björk Mikko Kaukokari Čároví: Jake Davis Jiří Ondráček |
| 33 min | 33 min | Tresty                      | 6 min | Rozhodčí: Tobias Björk Mikko Kaukokari Čároví: Jake Davis Jiří Ondráček |
| 26 | 26 | Střely                      | 21 | Rozhodčí: Tobias Björk Mikko Kaukokari Čároví: Jake Davis Jiří Ondráček |

| 14. května 2023 19:20 | Švédsko | 5 : 0 (1:0, 2:0, 2:0) | Rakousko | Nokia Arena, Tampere Návštěvnost: 5 950 |  |

| Report | |                     |                    |                                                                            |
| Jesper Wallstedt | Jesper Wallstedt | Brankáři            | Bernhard Starkbaum | Rozhodčí: Andris Ansons Sean MacFarlane Čároví: Onni Hautamäki Dāvis Zunde |
| Pär Lindholm (Jonatan Berggren, Jonathan Pudas) 03:43' Marcus Sörensen (Jacob de la Rose, Henrik Tömmernes) 26:04' Patrik Nemeth (André Petersson, Pär Lindholm) 38:16' Leo Carlsson (Lucas Raymond, Alexander Nylander) 51:18' Dennis Everberg (Lukas Bengtsson, Patrik Nemeth) 53:42' | Pär Lindholm (Jonatan Berggren, Jonathan Pudas) 03:43' Marcus Sörensen (Jacob de la Rose, Henrik Tömmernes) 26:04' Patrik Nemeth (André Petersson, Pär Lindholm) 38:16' Leo Carlsson (Lucas Raymond, Alexander Nylander) 51:18' Dennis Everberg (Lukas Bengtsson, Patrik Nemeth) 53:42' | 1:0 2:0 3:0 4:0 5:0 |                    | Rozhodčí: Andris Ansons Sean MacFarlane Čároví: Onni Hautamäki Dāvis Zunde |
| 2 min | 2 min | Tresty              | 4 min              | Rozhodčí: Andris Ansons Sean MacFarlane Čároví: Onni Hautamäki Dāvis Zunde |
| 32 | 32 | Střely              | 18                 | Rozhodčí: Andris Ansons Sean MacFarlane Čároví: Onni Hautamäki Dāvis Zunde |

| 15. května 2023 15:20 | Německo | 2 : 3 (0:0, 2:1, 0:2) | USA | Nokia Arena, Tampere Návštěvnost: 8 003 |  |

| Report                                                                                                   | |                     | |                                                                            |
| Mathias Niederberger                                                                                     | Mathias Niederberger                                                                                     | Brankáři            | Casey DeSmith | Rozhodčí: Tobias Björk Mikko Kaukokari Čároví: Eric Cattaneo Jiří Ondráček |
| Samuel Soramies (Moritz Müller, Moritz Seider) 30:23' Justin Schütz (Parker Tuomie, Leon Gawanke) 39:55' | Samuel Soramies (Moritz Müller, Moritz Seider) 30:23' Justin Schütz (Parker Tuomie, Leon Gawanke) 39:55' | 0:1 1:1 2:1 2:2 2:3 | 25:39' Ronnie Attard (Michael Eyssimont, T.J. Tynan) 45:58' Sean Farrell (Lane Hutson) 54:50' Matt Coronato (Scott Perunovich, T.J. Tynan) | Rozhodčí: Tobias Björk Mikko Kaukokari Čároví: Eric Cattaneo Jiří Ondráček |
| 4 min | 4 min | Tresty              | 8 min | Rozhodčí: Tobias Björk Mikko Kaukokari Čároví: Eric Cattaneo Jiří Ondráček |
| 32 | 32 | Střely              | 26 | Rozhodčí: Tobias Björk Mikko Kaukokari Čároví: Eric Cattaneo Jiří Ondráček |

| 15. května 2023 19:20 | Finsko | 1 : 2 SN (0:0, 0:1, 1:0 — 0:0 — 0:1) | Švédsko | Nokia Arena, Tampere Návštěvnost: 12 039 |  |

| Report | |                                                    | |                                                                        |
| Emil Larmi | Emil Larmi | Brankáři                                           | Lars Johansson | Rozhodčí: Andris Ansons Mads Frandsen Čároví: Brett Mackey Šimon Synek |
| Juho Lammikko (Harri Pesonen, Kasperi Kapanen) Ahti Oksanen Kasperi Kapanen Mikko Rantanen Teemu Hartikainen Joel Armia Ahti Oksanen | Juho Lammikko (Harri Pesonen, Kasperi Kapanen) Ahti Oksanen Kasperi Kapanen Mikko Rantanen Teemu Hartikainen Joel Armia Ahti Oksanen | 0:1 1:1 Samostatné nájezdy 1:0 1:1 1:2 2:2 2:3 2:3 | 37:17' Oscar Lindberg (Fabian Zetterlund, Jonatan Berggren) Henrik Tömmernes Lucas Raymond Oscar Lindberg André Petersson Marcus Sörensen Lucas Raymond | Rozhodčí: Andris Ansons Mads Frandsen Čároví: Brett Mackey Šimon Synek |
| 4 min | 4 min | Tresty                                             | 6 min | Rozhodčí: Andris Ansons Mads Frandsen Čároví: Brett Mackey Šimon Synek |
| 28 | 28 | Střely                                             | 26 | Rozhodčí: Andris Ansons Mads Frandsen Čároví: Brett Mackey Šimon Synek |

| 16. května 2023 15:20 | Dánsko | 6 : 2 (1:0, 1:1, 4:1) | Rakousko | Nokia Arena, Tampere Návštěvnost: 3 131 |  |

| Report | |                                 | |                                                                          |
| Frederik Dichow | Frederik Dichow | Brankáři                        | David Kickert                                                                                               | Rozhodčí: Sean Fernandez Sirko Hunnius Čároví: Andreas Hofer Dāvis Zunde |
| Nikolaj Ehlers (Nicklas Jensen, Jesper Jensen) 09:32' Niklas Andersen (Mikkel Aagaard) 33:27' Jesper Jensen (Niklas Andersen, Mikkel Aagaard) 46:37' Nicklas Jensen (Markus Lauridsen) 51:46' Matias Lassen (Niklas Andersen, Mikkel Aagaard) 53:00' Patrick Russell (Nikolaj Ehlers) 57:03' | Nikolaj Ehlers (Nicklas Jensen, Jesper Jensen) 09:32' Niklas Andersen (Mikkel Aagaard) 33:27' Jesper Jensen (Niklas Andersen, Mikkel Aagaard) 46:37' Nicklas Jensen (Markus Lauridsen) 51:46' Matias Lassen (Niklas Andersen, Mikkel Aagaard) 53:00' Patrick Russell (Nikolaj Ehlers) 57:03' | 1:0 1:1 2:1 3:1 3:2 4:2 5:2 6:2 | 27:15' Thomas Raffl (Peter Schneider, Dominique Heinrich) 48:40' Peter Schneider (Marco Rossi, David Maier) | Rozhodčí: Sean Fernandez Sirko Hunnius Čároví: Andreas Hofer Dāvis Zunde |
| 4 min | 4 min | Tresty                          | 6 min | Rozhodčí: Sean Fernandez Sirko Hunnius Čároví: Andreas Hofer Dāvis Zunde |
| 27 | 27 | Střely                          | 21 | Rozhodčí: Sean Fernandez Sirko Hunnius Čároví: Andreas Hofer Dāvis Zunde |

| 16. května 2023 19:20 | Francie | 2 : 3 PP (1:1, 1:1, 0:0 — 0:1) | Maďarsko | Nokia Arena, Tampere Návštěvnost: 3 075 |  |

| Report                                                                                                | |                     | |                                                                         |
| Sebastian Ylönen                                                                                      | Sebastian Ylönen                                                                                      | Brankáři            | Bence Bálizs | Rozhodčí: Mads Frandsen Mike Langin Čároví: Onni Hautamäki Brett Mackey |
| Charles Bertrand (Hugo Gallet, Anthony Rech) 16:28' Louis Boudon (Charles Bertrand, Tim Bozon) 29:31' | Charles Bertrand (Hugo Gallet, Anthony Rech) 16:28' Louis Boudon (Charles Bertrand, Tim Bozon) 29:31' | 1:0 1:1 2:1 2:2 2:3 | 19:39' Bence Stipsicz (Balázs Sebők, János Hári) 33:03' Vilmos Galló (Balázs Sebők, Roland Kiss) 61:22' István Bartalis (Csanád Erdély, Milán Horváth) | Rozhodčí: Mads Frandsen Mike Langin Čároví: Onni Hautamäki Brett Mackey |
| 10 min                                                                                                | 10 min                                                                                                | Tresty              | 8 min | Rozhodčí: Mads Frandsen Mike Langin Čároví: Onni Hautamäki Brett Mackey |
| 28 | 28 | Střely              | 21 | Rozhodčí: Mads Frandsen Mike Langin Čároví: Onni Hautamäki Brett Mackey |

| 17. května 2023 15:20 | USA | 4 : 1 (0:0, 2:1, 2:0) | Rakousko | Nokia Arena, Tampere Návštěvnost: 7 676 |  |

| Report | |                     |                                                    |                                                                            |
| Cal Petersen | Cal Petersen | Brankáři            | Bernhard Starkbaum                                 | Rozhodčí: Andris Ansons Mikko Kaukokari Čároví: Onni Hautamäki Šimon Synek |
| Rocco Grimaldi (Nick Bonino, Connor Mackey) 27:16' Carter Mazur (T.J. Tynan, Lane Hutson) 38:20' Lane Hutson (Nick Perbix, Matt Coronato) 43:24' Nick Perbix (Patrick Brown, Sean Farrell, do prázdné branky) 57:27' | Rocco Grimaldi (Nick Bonino, Connor Mackey) 27:16' Carter Mazur (T.J. Tynan, Lane Hutson) 38:20' Lane Hutson (Nick Perbix, Matt Coronato) 43:24' Nick Perbix (Patrick Brown, Sean Farrell, do prázdné branky) 57:27' | 1:0 1:1 2:1 3:1 4:1 | 37:23' Thomas Raffl (Peter Schneider, Marco Rossi) | Rozhodčí: Andris Ansons Mikko Kaukokari Čároví: Onni Hautamäki Šimon Synek |
| 4 min | 4 min | Tresty              | 4 min                                              | Rozhodčí: Andris Ansons Mikko Kaukokari Čároví: Onni Hautamäki Šimon Synek |
| 31 | 31 | Střely              | 19                                                 | Rozhodčí: Andris Ansons Mikko Kaukokari Čároví: Onni Hautamäki Šimon Synek |

| 17. května 2023 19:20 | Finsko | 5 : 3 (1:1, 2:1, 2:1) | Francie | Nokia Arena, Tampere Návštěvnost: 11 638 |  |

| Report | |                                 | |                                                                        |
| Emil Larmi | Emil Larmi | Brankáři                        | Julian Junca | Rozhodčí: Tobias Björk Sean Fernandez Čároví: Brett Mackey Dāvis Zunde |
| Harri Pesonen (Ville Pokka, Juho Lammikko) 04:37' Ahti Oksanen (Marko Anttila, Niklas Friman) 23:35' Marko Anttila (Nikolas Matinpalo) 31:36' Teemu Hartikainen (Sakari Manninen, Mikko Rantanen) 45:22' Sakari Manninen (Mikko Rantanen, Olli Määttä, do prázdné branky) 58:58' | Harri Pesonen (Ville Pokka, Juho Lammikko) 04:37' Ahti Oksanen (Marko Anttila, Niklas Friman) 23:35' Marko Anttila (Nikolas Matinpalo) 31:36' Teemu Hartikainen (Sakari Manninen, Mikko Rantanen) 45:22' Sakari Manninen (Mikko Rantanen, Olli Määttä, do prázdné branky) 58:58' | 0:1 1:1 2:1 2:2 3:2 4:2 4:3 5:3 | 01:04' Florian Chakiachvili (Tim Bozon, Alexandre Texier) 28:31' Justin Addamo (Hugo Gallet, Guillaume Leclerc) 49:08' Charles Bertrand (Florian Chakiachvili, Tim Bozon) | Rozhodčí: Tobias Björk Sean Fernandez Čároví: Brett Mackey Dāvis Zunde |
| 4 min | 4 min | Tresty                          | 6 min | Rozhodčí: Tobias Björk Sean Fernandez Čároví: Brett Mackey Dāvis Zunde |
| 32 | 32 | Střely                          | 22 | Rozhodčí: Tobias Björk Sean Fernandez Čároví: Brett Mackey Dāvis Zunde |

| 18. května 2023 15:20 | Maďarsko | 1 : 7 (1:3, 0:3, 0:1) | Švédsko | Nokia Arena, Tampere Návštěvnost: 6 566 |  |

| Report                                              |                                                     |                                 | |                                                                                 |
| Dominik Horváth                                     | Dominik Horváth                                     | Brankáři                        | Jesper Wallstedt | Rozhodčí: Sirko Hunnius Liam Sewell Čároví: Nicolas Constantineau Andreas Hofer |
| Roland Kiss (István Bartalis, Zsombor Garát) 07:36' | Roland Kiss (István Bartalis, Zsombor Garát) 07:36' | 0:1 0:2 1:2 1:3 1:4 1:5 1:6 1:7 | 01:33' Oscar Lindberg (Henrik Tömmernes, Anton Lindholm) 05:13' Jacob de la Rose (Carl Grundström) 17:50' Dennis Everberg (Timothy Liljegren, Rasmus Sandin) 24:17' André Petersson (Henrik Tömmernes, Lucas Raymond) 37:37' Jonatan Berggren (Lucas Raymond, Timothy Liljegren) 38:20' Jacob de la Rose (Marcus Sörensen, Henrik Tömmernes) 48:48' Lucas Raymond (Leo Carlsson, Henrik Tömmernes) | Rozhodčí: Sirko Hunnius Liam Sewell Čároví: Nicolas Constantineau Andreas Hofer |
| 4 min                                               | 4 min                                               | Tresty                          | 4 min | Rozhodčí: Sirko Hunnius Liam Sewell Čároví: Nicolas Constantineau Andreas Hofer |
| 9                                                   | 9                                                   | Střely                          | 51 | Rozhodčí: Sirko Hunnius Liam Sewell Čároví: Nicolas Constantineau Andreas Hofer |

| 18. května 2023 19:20 | Dánsko | 4 : 6 (1:0, 1:3, 2:3) | Německo | Nokia Arena, Tampere Návštěvnost: 3 964 |  |

| Report | |                                         | |                                                                       |
| Frederik Dichow | Frederik Dichow | Brankáři                                | Mathias Niederberger | Rozhodčí: Jan Hribik Mike Langin Čároví: Nick Briganti Emil Yletyinen |
| Matias Lassen (Markus Lauridsen, Nikolaj Ehlers) 05:39' Mathias Bau (Anders Krogsgaard, Christian Wejse) 39:37' Christian Wejse (Nick Olesen, Niklas Andersen) 55:01' Christian Wejse (Adners Koch) 59:28' | Matias Lassen (Markus Lauridsen, Nikolaj Ehlers) 05:39' Mathias Bau (Anders Krogsgaard, Christian Wejse) 39:37' Christian Wejse (Nick Olesen, Niklas Andersen) 55:01' Christian Wejse (Adners Koch) 59:28' | 1:0 1:1 1:2 1:3 2:3 3:3 3:4 3:5 4:5 4:6 | 29:12' John-Jason Peterka (Kai Wissmann) 31:08' Alexander Ehl (Moritz Müller, Moritz Seider) 37:51' Moritz Müller (Marcel Noebels, John-Jason Peterka) 55:21' Jonas Muller (Kai Wissmann, Wojciech Stachowiak) 58:56' Marcel Noebels (Nico Sturm, do prázdné branky) 59:35' Nico Sturm (do prázdné branky) | Rozhodčí: Jan Hribik Mike Langin Čároví: Nick Briganti Emil Yletyinen |
| 4 min | 4 min | Tresty                                  | 0 min | Rozhodčí: Jan Hribik Mike Langin Čároví: Nick Briganti Emil Yletyinen |
| 20 | 20 | Střely                                  | 35 | Rozhodčí: Jan Hribik Mike Langin Čároví: Nick Briganti Emil Yletyinen |

| 19. května 2023 15:20 | Maďarsko | 1 : 7 (0:1, 1:1, 0:5) | Finsko | Nokia Arena, Tampere Návštěvnost: 11 547 |  |

| Report                                            |                                                   |                                 | |                                                                                |
| Bence Bálizs                                      | Bence Bálizs                                      | Brankáři                        | Jussi Olkinuora | Rozhodčí: Sean MacFarlane Jan Hribik Čároví: Nicolas Constantineau Dāvis Zunde |
| Balázs Sebők (Tamás Pozsgai, Vilmos Galló) 26:46' | Balázs Sebők (Tamás Pozsgai, Vilmos Galló) 26:46' | 0:1 0:2 1:2 1:3 1:4 1:5 1:6 1:7 | 12:52' Mikko Lehtonen (Mikko Rantanen, Atte Ohtamaa) 23:09' Kaapo Kakko (Joel Armia, Antti Suomela) 40:51' Atte Ohtamaa (Mikko Rantanen, Sakari Manninen) 43:24' Teemu Hartikainen (Mikko Rantanen, Mikko Lehtonen) 46:20' Kasperi Kapanen (Kaapo Kakko, Antti Suomela) 54:42' Waltteri Merelä (Niklas Friman, Hannes Björninen) 59:01' Joel Armia (Olli Määttä, Jussi Olkinuora) | Rozhodčí: Sean MacFarlane Jan Hribik Čároví: Nicolas Constantineau Dāvis Zunde |
| 12 min                                            | 12 min                                            | Tresty                          | 0 min | Rozhodčí: Sean MacFarlane Jan Hribik Čároví: Nicolas Constantineau Dāvis Zunde |
| 13                                                | 13                                                | Střely                          | 44 | Rozhodčí: Sean MacFarlane Jan Hribik Čároví: Nicolas Constantineau Dāvis Zunde |

| 19. května 2023 19:20 | Rakousko | 2 : 4 (1:2, 0:1, 1:1) | Německo | Nokia Arena, Tampere Návštěvnost: 7 451 |  |

| Report                                                                                           |                                                                                                  |                         | |                                                                         |
| David Kickert                                                                                    | David Kickert                                                                                    | Brankáři                | Mathias Niederberger | Rozhodčí: Andris Ansons Liam Sewell Čároví: Brett Mackey Emil Yletyinen |
| Bernd Wolf (Peter Schneider, Marco Rossi) 11:15' Lukas Haudum (Ali Wukovits, Mario Huber) 53:25' | Bernd Wolf (Peter Schneider, Marco Rossi) 11:15' Lukas Haudum (Ali Wukovits, Mario Huber) 53:25' | 0:1 1:1 1:2 1:3 2:3 2:4 | 04:22' Nico Sturm (Alexander Ehl, Mathias Niederberger) 16:28' Parker Tuomie (Wojciech Stachowiak, Jonas Müller) 33:32' Wojciech Stachowiak (Justin Schütz, Moritz Müller) 58:58' Nico Sturm (do prázdné branky) | Rozhodčí: Andris Ansons Liam Sewell Čároví: Brett Mackey Emil Yletyinen |
| 0 min                                                                                            | 0 min                                                                                            | Tresty                  | 4 min | Rozhodčí: Andris Ansons Liam Sewell Čároví: Brett Mackey Emil Yletyinen |
| 18                                                                                               | 18                                                                                               | Střely                  | 24 | Rozhodčí: Andris Ansons Liam Sewell Čároví: Brett Mackey Emil Yletyinen |

| 20. května 2023 11:20 | USA | 3 : 0 (0:0, 0:0, 3:0) | Dánsko | Nokia Arena, Tampere Návštěvnost: 8 951 |  |

| Report | |             |                                                 |                                                                              |
| Casey DeSmith | Casey DeSmith | Brankáři    | Frederik Dichow (od 21. minuty George Sørensen) | Rozhodčí: Lassi Heikkinen Mike Langin Čároví: Tommi Niittylä David Nothegger |
| Cutter Gauthier (Alex Tuch, T.J. Tynan) 49:51' Alex Tuch (Rocco Grimaldi, Scott Perunovich) 55:30' Rocco Grimaldi (Alex Tuch, do prázdné branky) 59:19' | Cutter Gauthier (Alex Tuch, T.J. Tynan) 49:51' Alex Tuch (Rocco Grimaldi, Scott Perunovich) 55:30' Rocco Grimaldi (Alex Tuch, do prázdné branky) 59:19' | 1:0 2:0 3:0 |                                                 | Rozhodčí: Lassi Heikkinen Mike Langin Čároví: Tommi Niittylä David Nothegger |
| 6 min | 6 min | Tresty      | 6 min                                           | Rozhodčí: Lassi Heikkinen Mike Langin Čároví: Tommi Niittylä David Nothegger |
| 36 | 36 | Střely      | 22                                              | Rozhodčí: Lassi Heikkinen Mike Langin Čároví: Tommi Niittylä David Nothegger |

| 20. května 2023 15:20 | Rakousko | 1 : 3 (1:2, 0:0, 0:1) | Finsko | Nokia Arena, Tampere Návštěvnost: 11 875 |  |

| Report                               |                                      |                 | |                                                                              |
| David Madlener                       | David Madlener                       | Brankáři        | Emil Larmi | Rozhodčí: Christoffer Holm Sirko Hunnius Čároví: Nick Briganti Andreas Hofer |
| Dominic Zwerger (Marco Rossi) 04:55' | Dominic Zwerger (Marco Rossi) 04:55' | 0:1 1:1 1:2 1:3 | 01:19' Kasperi Kapanen (Kaapo Kakko, Olli Määttä) 07:31' Antti Suomela (Olli Määttä, Miika Koivisto) 58:08' Ahti Oksanen (Hannes Björninen) | Rozhodčí: Christoffer Holm Sirko Hunnius Čároví: Nick Briganti Andreas Hofer |
| 4 min                                | 4 min                                | Tresty          | 0 min | Rozhodčí: Christoffer Holm Sirko Hunnius Čároví: Nick Briganti Andreas Hofer |
| 18                                   | 18                                   | Střely          | 39 | Rozhodčí: Christoffer Holm Sirko Hunnius Čároví: Nick Briganti Andreas Hofer |

| 20. května 2023 19:20 | Švédsko | 4 : 0 (4:0, 0:0, 0:0) | Francie | Nokia Arena, Tampere Návštěvnost: 8 454 |  |

| Report | |                 |                                               |                                                                         |
| Lars Johansson | Lars Johansson | Brankáři        | Julian Junca (od 21. minuty Quentin Papillon) | Rozhodčí: Andris Ansons Sean Fernandez Čároví: Brett Mackey Dāvis Zunde |
| Pär Lindholm (Henrik Tömmernes, André Petersson) 01:59' Fabian Zetterlund (Jonathan Pudas, Henrik Tömmernes) 09:25' Jonatan Berggren (Leo Carlsson, Henrik Tömmernes) 16:26' Fabian Zetterlund (Oscar Lindberg, Lucas Raymond) 19:54' | Pär Lindholm (Henrik Tömmernes, André Petersson) 01:59' Fabian Zetterlund (Jonathan Pudas, Henrik Tömmernes) 09:25' Jonatan Berggren (Leo Carlsson, Henrik Tömmernes) 16:26' Fabian Zetterlund (Oscar Lindberg, Lucas Raymond) 19:54' | 1:0 2:0 3:0 4:0 |                                               | Rozhodčí: Andris Ansons Sean Fernandez Čároví: Brett Mackey Dāvis Zunde |
| 6 min | 6 min | Tresty          | 6 min                                         | Rozhodčí: Andris Ansons Sean Fernandez Čároví: Brett Mackey Dāvis Zunde |
| 29 | 29 | Střely          | 15                                            | Rozhodčí: Andris Ansons Sean Fernandez Čároví: Brett Mackey Dāvis Zunde |

| 21. května 2023 15:20 | Německo | 7 : 2 (1:0, 3:0, 3:2) | Maďarsko | Nokia Arena, Tampere Návštěvnost: 4 821 |  |

| Report | |                                     | |                                                                                    |
| Mathias Niederberger | Mathias Niederberger | Brankáři                            | Dominik Horváth                                                                                       | Rozhodčí: Lassi Heikkinen Jan Hribik Čároví: Nicolas Constantineau David Nothegger |
| Wojciech Stachowiak (Justin Schütz, Parker Tuomie) 07:58' Moritz Seider (Frederik Tiffels, John-Jason Peterka) 35:04' Nico Sturm (Samuel Soramies, Alexander Ehl) 35:22' Nico Sturm (Marcel Noebels, Kai Wissmann) 37:55' John-Jason Peterka (Frederik Tiffels, Kai Wissmann) 42:39' Dominik Kahun (John-Jason Peterka) 50:06' Jonas Müller (Kai Wissmann, John-Jason Peterka) 58:38' | Wojciech Stachowiak (Justin Schütz, Parker Tuomie) 07:58' Moritz Seider (Frederik Tiffels, John-Jason Peterka) 35:04' Nico Sturm (Samuel Soramies, Alexander Ehl) 35:22' Nico Sturm (Marcel Noebels, Kai Wissmann) 37:55' John-Jason Peterka (Frederik Tiffels, Kai Wissmann) 42:39' Dominik Kahun (John-Jason Peterka) 50:06' Jonas Müller (Kai Wissmann, John-Jason Peterka) 58:38' | 1:0 2:0 3:0 4:0 5:0 5:1 5:2 6:2 7:2 | 46:11' István Terbócs (Péter Vincze, Kristóf Papp) 48:13' Nándor Fejes (Bence Stipsicz, Balázs Sebők) | Rozhodčí: Lassi Heikkinen Jan Hribik Čároví: Nicolas Constantineau David Nothegger |
| 29 min | 29 min | Tresty                              | 6 min                                                                                                 | Rozhodčí: Lassi Heikkinen Jan Hribik Čároví: Nicolas Constantineau David Nothegger |
| 33 | 33 | Střely                              | 16 | Rozhodčí: Lassi Heikkinen Jan Hribik Čároví: Nicolas Constantineau David Nothegger |

| 21. května 2023 19:20 | USA | 9 : 0 (3:0, 1:0, 5:0) | Francie | Nokia Arena, Tampere Návštěvnost: 6 539 |  |

| Report | |                                     |                                                   |                                                                            |
| Cal Petersen (od 48. minuty Drew Commesso) | Cal Petersen (od 48. minuty Drew Commesso) | Brankáři                            | Sebastian Ylönen (od 21. minuty Quentin Papillon) | Rozhodčí: Christoffer Holm Liam Sewell Čároví: Brett Mackey Emil Yletyinen |
| Drew O'Connor (Conor Garland) 06:03' Cutter Gauthier (Scott Perunovich) 11:34' T.J. Tynan (Cutter Gauthier) 13:53' Cutter Gauthier (Scott Perunovich, T.J. Tynan) 21:31' Drew O'Connor 42:22' Scott Perunovich (Matt Coronato, Anders Bjork) 45:01' Rocco Grimaldi (Matt Coronato, Nick Perbix) 47:07' Conor Garland (T.J. Tynan) 48:36' Cutter Gauthier (T.J. Tynan, Conor Garland) 53:48' | Drew O'Connor (Conor Garland) 06:03' Cutter Gauthier (Scott Perunovich) 11:34' T.J. Tynan (Cutter Gauthier) 13:53' Cutter Gauthier (Scott Perunovich, T.J. Tynan) 21:31' Drew O'Connor 42:22' Scott Perunovich (Matt Coronato, Anders Bjork) 45:01' Rocco Grimaldi (Matt Coronato, Nick Perbix) 47:07' Conor Garland (T.J. Tynan) 48:36' Cutter Gauthier (T.J. Tynan, Conor Garland) 53:48' | 1:0 2:0 3:0 4:0 5:0 6:0 7:0 8:0 9:0 |                                                   | Rozhodčí: Christoffer Holm Liam Sewell Čároví: Brett Mackey Emil Yletyinen |
| 6 min | 6 min | Tresty                              | 6 min                                             | Rozhodčí: Christoffer Holm Liam Sewell Čároví: Brett Mackey Emil Yletyinen |
| 44 | 44 | Střely                              | 13                                                | Rozhodčí: Christoffer Holm Liam Sewell Čároví: Brett Mackey Emil Yletyinen |

| 22. května 2023 15:20 | Dánsko | 1 : 4 (1:1, 0:1, 0:2) | Švédsko | Nokia Arena, Tampere Návštěvnost: 6 573 |  |

| Report                                 |                                        |                     | |                                                                          |
| George Sørensen                        | George Sørensen                        | Brankáři            | Jesper Wallstedt | Rozhodčí: Sean Fernandez Jan Hribik Čároví: Andreas Hofer Tommi Niittylä |
| Nicklas Jensen (Nikolaj Ehlers) 03:39' | Nicklas Jensen (Nikolaj Ehlers) 03:39' | 1:0 1:1 1:2 1:3 1:4 | 13:24' Dennis Everberg (Oscar Lindberg, Alexander Nylander) 32:20' André Petersson (Oscar Lindberg, Lucas Raymond) 52:40' Lucas Raymond (Jonatan Berggren) 54:22' Carl Grundström (Pär Lindholm, André Petersson) | Rozhodčí: Sean Fernandez Jan Hribik Čároví: Andreas Hofer Tommi Niittylä |
| 6 min                                  | 6 min                                  | Tresty              | 4 min | Rozhodčí: Sean Fernandez Jan Hribik Čároví: Andreas Hofer Tommi Niittylä |
| 11                                     | 11                                     | Střely              | 34 | Rozhodčí: Sean Fernandez Jan Hribik Čároví: Andreas Hofer Tommi Niittylä |

| 22. května 2023 19:20 | Rakousko | 4 : 3 SN (1:2, 2:1, 0:0 — 0:0 — 1:0) | Maďarsko | Nokia Arena, Tampere Návštěvnost: 3 068 |  |

| Report | |                                                        | |                                                                        |
| Bernhard Starkbaum | Bernhard Starkbaum | Brankáři                                               | Bence Bálizs | Rozhodčí: Mike Langin Liam Sewell Čároví: Nick Briganti Emil Yletyinen |
| Marco Rossi 12:45' Steven Strong (Paul Huber, David Maier) 26:43' Lukas Haudum (Dominic Zwerger, David Reinbacher) 37:09' Manuel Ganahl Peter Schneider Marco Rossi Dominique Heinrich | Marco Rossi 12:45' Steven Strong (Paul Huber, David Maier) 26:43' Lukas Haudum (Dominic Zwerger, David Reinbacher) 37:09' Manuel Ganahl Peter Schneider Marco Rossi Dominique Heinrich | 0:1 1:1 1:2 1:3 2:3 3:3 Samostatné nájezdy 0:0 1:0 2:0 | 08:25' István Sofron (Csanád Erdély, István Bartalis) 19:21' István Sofron (Balázs Sebők, Bence Stipsicz) 24:11' Milán Horváth (Kristóf Papp, Gergő Nagy) Kristof Papp Vilmos Galló János Hári Gergő Nagy | Rozhodčí: Mike Langin Liam Sewell Čároví: Nick Briganti Emil Yletyinen |
| 4 min | 4 min | Tresty                                                 | 6 min | Rozhodčí: Mike Langin Liam Sewell Čároví: Nick Briganti Emil Yletyinen |
| 33 | 33 | Střely                                                 | 18 | Rozhodčí: Mike Langin Liam Sewell Čároví: Nick Briganti Emil Yletyinen |

| 23. května 2023 11:20 | Německo | 5 : 0 (2:0, 1:0, 2:0) | Francie | Nokia Arena, Tampere Návštěvnost: 8 598 |  |

| Report | |                     |                  |                                                                                   |
| Mathias Niederberger | Mathias Niederberger | Brankáři            | Sebastian Ylönen | Rozhodčí: Lassi Heikkinen Stefan Hürlimann Čároví: Andreas Krøyer David Nothegger |
| Alexander Ehl (Wojciech Stachowiak, Parker Tuomie) 03:31' Frederik Tiffels (John-Jason Peterka, Dominik Kahun) 15:55' John-Jason Peterka 22:07' Daniel Fischbuch (Kai Wissmann, Marcel Noebels) 43:51' Maximilian Kastner (Marcel Noebels, Kai Wissmann) 53:34' | Alexander Ehl (Wojciech Stachowiak, Parker Tuomie) 03:31' Frederik Tiffels (John-Jason Peterka, Dominik Kahun) 15:55' John-Jason Peterka 22:07' Daniel Fischbuch (Kai Wissmann, Marcel Noebels) 43:51' Maximilian Kastner (Marcel Noebels, Kai Wissmann) 53:34' | 1:0 2:0 3:0 4:0 5:0 |                  | Rozhodčí: Lassi Heikkinen Stefan Hürlimann Čároví: Andreas Krøyer David Nothegger |
| 6 min | 6 min | Tresty              | 35 min           | Rozhodčí: Lassi Heikkinen Stefan Hürlimann Čároví: Andreas Krøyer David Nothegger |
| 38 | 38 | Střely              | 13               | Rozhodčí: Lassi Heikkinen Stefan Hürlimann Čároví: Andreas Krøyer David Nothegger |

| 23. května 2023 15:20 | Švédsko | 3 : 4 PP (1:1, 0:2, 2:0 — 0:1) | USA | Nokia Arena, Tampere Návštěvnost: 8 781 |  |

| Report | |                             | |                                                                          |
| Lars Johansson | Lars Johansson | Brankáři                    | Casey DeSmith | Rozhodčí: Mike Langin André Schrader Čároví: Daniel Hynek Tommi Niittylä |
| Leo Carlsson (Henrik Tömmernes, Oscar Lindberg) 09:10' Leo Carlsson (Jonatan Berggren, Linus Johansson) 54:51' Timothy Liljegren (Henrik Tömmernes, Oscar Lindberg) 57:29' | Leo Carlsson (Henrik Tömmernes, Oscar Lindberg) 09:10' Leo Carlsson (Jonatan Berggren, Linus Johansson) 54:51' Timothy Liljegren (Henrik Tömmernes, Oscar Lindberg) 57:29' | 1:0 1:1 1:2 1:3 2:3 3:3 3:4 | 16:49' Nick Bonino (Cutter Gauthier, T.J. Tynan) 33:54' Conor Garland (Carter Mazur, Rocco Grimaldi) 39:30' Lane Hutson 61:37' Dylan Samberg (Carter Mazur, T.J. Tynan) | Rozhodčí: Mike Langin André Schrader Čároví: Daniel Hynek Tommi Niittylä |
| 14 min | 14 min | Tresty                      | 33 min | Rozhodčí: Mike Langin André Schrader Čároví: Daniel Hynek Tommi Niittylä |
| 26 | 26 | Střely                      | 43 | Rozhodčí: Mike Langin André Schrader Čároví: Daniel Hynek Tommi Niittylä |

| 23. května 2023 19:20 | Finsko | 7 : 1 (3:0, 3:0, 1:1) | Dánsko | Nokia Arena, Tampere Návštěvnost: 11 491 |  |

| Report | |                                 |                                                              |                                                                                    |
| Emil Larmi | Emil Larmi | Brankáři                        | George Sørensen                                              | Rozhodčí: Christoffer Holm Liam Sewell Čároví: Nick Briganti Nicolas Constantineau |
| Marko Anttila (Nikolas Matinpalo, Hannes Björninen) 02:39' Atte Ohtamaa (Mikko Rantanen, Sakari Manninen) 03:31' Ville Pokka (Mikael Seppälä, Kaapo Kakko) 18:36' Hannes Björninen (Harri Pesonen, Mikael Seppälä) 22:54' Juho Lammikko (Mikael Seppälä) 35:07' Kasperi Kapanen (Kaapo Kakko, Antti Soumela) 38:11' Nikolas Matinpalo (Hannes Björninen, Ahti Oksanen) 42:41' | Marko Anttila (Nikolas Matinpalo, Hannes Björninen) 02:39' Atte Ohtamaa (Mikko Rantanen, Sakari Manninen) 03:31' Ville Pokka (Mikael Seppälä, Kaapo Kakko) 18:36' Hannes Björninen (Harri Pesonen, Mikael Seppälä) 22:54' Juho Lammikko (Mikael Seppälä) 35:07' Kasperi Kapanen (Kaapo Kakko, Antti Soumela) 38:11' Nikolas Matinpalo (Hannes Björninen, Ahti Oksanen) 42:41' | 1:0 2:0 3:0 4:0 5:0 6:0 7:0 7:1 | 42:53' Nikolaj Ehlers (Anders Krogsgaard, Jacob Gammelgaard) | Rozhodčí: Christoffer Holm Liam Sewell Čároví: Nick Briganti Nicolas Constantineau |
| 6 min | 6 min | Tresty                          | 8 min                                                        | Rozhodčí: Christoffer Holm Liam Sewell Čároví: Nick Briganti Nicolas Constantineau |
| 47 | 47 | Střely                          | 14                                                           | Rozhodčí: Christoffer Holm Liam Sewell Čároví: Nick Briganti Nicolas Constantineau |

### Skupina B – Riga

#### Tabulka
|  | Týmy postupující do čtvrtfinále |
|  | Tým sestupující do Divize I     |

| Poř. | Tým        | Z | V | VP | PP | P | GV | GI | +/- | B  |
| ---- | ---------- | - | - | -- | -- | - | -- | -- | --- | -- |
| 1.   | Švýcarsko  | 7 | 6 | 0  | 1  | 0 | 29 | 10 | +19 | 19 |
| 2.   | Kanada     | 7 | 4 | 1  | 1  | 1 | 25 | 11 | +14 | 15 |
| 3.   | Lotyšsko   | 7 | 3 | 2  | 0  | 2 | 21 | 17 | +4  | 13 |
| 4.   | Česko      | 7 | 4 | 0  | 1  | 2 | 22 | 16 | +6  | 13 |
| 5.   | Slovensko  | 7 | 3 | 0  | 2  | 2 | 15 | 15 | 0   | 11 |
| 6.   | Kazachstán | 7 | 1 | 2  | 0  | 4 | 14 | 31 | -17 | 7  |
| 7.   | Norsko     | 7 | 1 | 1  | 1  | 4 | 9  | 17 | -8  | 6  |
| 8.   | Slovinsko  | 7 | 0 | 0  | 0  | 7 | 9  | 27 | -18 | 0  |

#### Zápasy
| 12. května 2023 15:20 | Slovensko | 2 : 3 (2:3, 0:0, 0:0) | Česko | Aréna Riga, Riga Návštěvnost: 7 800 |  |

| Report | |                     | |                                                                              |
| Stanislav Škorvánek                                                                                          | Stanislav Škorvánek                                                                                          | Brankáři            | Šimon Hrubec | Rozhodčí: Sean Fernandez André Schrader Čároví: Nick Briganti Andreas Krøyer |
| Martin Chromiak (Samuel Kňažko, Peter Cehlárik) 04:52' Mislav Rosandić (Róbert Lantoši, Viliam Čacho) 10:57' | Martin Chromiak (Samuel Kňažko, Peter Cehlárik) 04:52' Mislav Rosandić (Róbert Lantoši, Viliam Čacho) 10:57' | 1:0 1:1 2:1 2:2 2:3 | 06:38' Roman Červenka (Dominik Kubalík, Filip Chytil) 13:48' Lukáš Sedlák (Jakub Flek, Tomáš Kundrátek) 18:48' Lukáš Sedlák (Dominik Kubalík, David Tomášek) | Rozhodčí: Sean Fernandez André Schrader Čároví: Nick Briganti Andreas Krøyer |
| 27 min | 27 min | Tresty              | 6 min | Rozhodčí: Sean Fernandez André Schrader Čároví: Nick Briganti Andreas Krøyer |
| 26 | 26 | Střely              | 22 | Rozhodčí: Sean Fernandez André Schrader Čároví: Nick Briganti Andreas Krøyer |

| 12. května 2023 19:20 | Lotyšsko | 0 : 6 (0:2, 0:2, 0:2) | Kanada | Aréna Riga, Riga Návštěvnost: 9 260 |  |

| Report                                       |                                              |                         | |                                                                           |
| Ivars Punnenovs (od 5. minuty Artūrs Šilovs) | Ivars Punnenovs (od 5. minuty Artūrs Šilovs) | Brankáři                | Sam Montembeault | Rozhodčí: Lassi Heikkinen Jan Hribik Čároví: Andreas Hofer Emil Yletyinen |
|                                              |                                              | 0:1 0:2 0:3 0:4 0:5 0:6 | 00:52' Lawson Crouse (Cody Glass, Peyton Krebs) 04:56' Scott Laughton (MacKenzie Weegar, Jacob Middleton) 28:17' MacKenzie Weegar (Jack Quinn, Tyler Toffoli) 35:12' Samuel Blais (Joe Veleno, Brad Hunt) 53:58' Joe Veleno (MacKenzie Weegar) 55:40' Jack McBain (Michael Carcone, Adam Fantilli) | Rozhodčí: Lassi Heikkinen Jan Hribik Čároví: Andreas Hofer Emil Yletyinen |
| 8 min                                        | 8 min                                        | Tresty                  | 4 min | Rozhodčí: Lassi Heikkinen Jan Hribik Čároví: Andreas Hofer Emil Yletyinen |
| 23                                           | 23                                           | Střely                  | 29 | Rozhodčí: Lassi Heikkinen Jan Hribik Čároví: Andreas Hofer Emil Yletyinen |

| 13. května 2023 11:20 | Švýcarsko | 7 : 0 (2:0, 1:0, 4:0) | Slovinsko | Aréna Riga, Riga Návštěvnost: 3 260 |  |

| Report | |                             |                |                                                                            |
| Leonardo Genoni | Leonardo Genoni | Brankáři                    | Gašper Krošelj | Rozhodčí: Lassi Heikkinen Mike Langin Čároví: Daniel Hynek David Nothegger |
| Denis Malgin (Dean Kukan, Gaëtan Haas) 12:56' Janis Moser (Enzo Corvi, Fabrice Herzog) 13:29' Nino Niederreiter (Denis Malgin, Gaëtan Haas) 32:47' Denis Malgin (Dario Simon, Gaëtan Haas) 41:59' Calvin Thürkauf (Romain Loeffel) 43:46' Marco Miranda (Tanner Richard, Christoph Bertschy) 50:39' Christoph Bertschy (Calvin Thürkauf) 57:05' | Denis Malgin (Dean Kukan, Gaëtan Haas) 12:56' Janis Moser (Enzo Corvi, Fabrice Herzog) 13:29' Nino Niederreiter (Denis Malgin, Gaëtan Haas) 32:47' Denis Malgin (Dario Simon, Gaëtan Haas) 41:59' Calvin Thürkauf (Romain Loeffel) 43:46' Marco Miranda (Tanner Richard, Christoph Bertschy) 50:39' Christoph Bertschy (Calvin Thürkauf) 57:05' | 1:0 2:0 3:0 4:0 5:0 6:0 7:0 |                | Rozhodčí: Lassi Heikkinen Mike Langin Čároví: Daniel Hynek David Nothegger |
| 4 min | 4 min | Tresty                      | 12 min         | Rozhodčí: Lassi Heikkinen Mike Langin Čároví: Daniel Hynek David Nothegger |
| 36 | 36 | Střely                      | 17             | Rozhodčí: Lassi Heikkinen Mike Langin Čároví: Daniel Hynek David Nothegger |

| 13. května 2023 15:20 | Norsko | 3 : 4 SN (2:1, 1:1, 0:1 — 0:0 — 0:1) | Kazachstán | Aréna Riga, Riga Návštěvnost: 2 870 |  |

| Report | |                                                            | |                                                                                        |
| Henrik Haukeland | Henrik Haukeland | Brankáři                                                   | Andrej Šutov | Rozhodčí: Sean Fernandez Stefan Hürlimann Čároví: Nicolas Constantineau Tommi Niittylä |
| Michael Haga (Mattias Nørstebø, Mathias Trettenes) 07:48' Ole Julian Bjørgvik-Holm (Mattias Trettenes, Andreas Martinsen) 09:06' Michael Haga (Philip Granath, Mattias Nørstebø) 21:44' Michael Haga Mathias Trettenes Isak Hansen Sondre Olden Thomas Olsen Sondre Olden | Michael Haga (Mattias Nørstebø, Mathias Trettenes) 07:48' Ole Julian Bjørgvik-Holm (Mattias Trettenes, Andreas Martinsen) 09:06' Michael Haga (Philip Granath, Mattias Nørstebø) 21:44' Michael Haga Mathias Trettenes Isak Hansen Sondre Olden Thomas Olsen Sondre Olden | 1:0 2:0 2:1 3:1 3:2 3:3 Samostatné nájezdy 0:0 1:0 1:1 1:2 | 15:29' Maxim Muchametov (Batyrlan Muratov, Adil Beketajev) 35:11' Valerij Orekov (Kirill Savickij, Batyrlan Muratov) 51:27' Nikita Michajlis (Jevgenij Rymarev, Roman Starčenko) Dmitrij Grents Batyrlan Muratov Roman Starčenko Nikita Michajlis Jevgenij Rymarev Roman Starčenko | Rozhodčí: Sean Fernandez Stefan Hürlimann Čároví: Nicolas Constantineau Tommi Niittylä |
| 6 min | 6 min | Tresty                                                     | 8 min | Rozhodčí: Sean Fernandez Stefan Hürlimann Čároví: Nicolas Constantineau Tommi Niittylä |
| 34 | 34 | Střely                                                     | 17 | Rozhodčí: Sean Fernandez Stefan Hürlimann Čároví: Nicolas Constantineau Tommi Niittylä |

| 13. května 2023 19:20 | Slovensko | 2 : 1 (1:0, 0:1, 1:0) | Lotyšsko | Aréna Riga, Riga Návštěvnost: 8 930 |  |

| Report                                                                               |                                                                                      |             |                      |                                                                             |
| Stanislav Škorvánek                                                                  | Stanislav Škorvánek                                                                  | Brankáři    | Artūrs Šilovs        | Rozhodčí: Christoffer Holm Liam Sewell Čároví: Nick Briganti Andreas Krøyer |
| Matúš Sukeľ (Peter Cehlárik) 00:44' Marek Hrivík (Patrik Koch, Richard Pánik) 50:04' | Matúš Sukeľ (Peter Cehlárik) 00:44' Marek Hrivík (Patrik Koch, Richard Pánik) 50:04' | 1:0 1:1 2:1 | 36:51' Rodrigo Ābols | Rozhodčí: Christoffer Holm Liam Sewell Čároví: Nick Briganti Andreas Krøyer |
| 10 min                                                                               | 10 min                                                                               | Tresty      | 2 min                | Rozhodčí: Christoffer Holm Liam Sewell Čároví: Nick Briganti Andreas Krøyer |
| 29                                                                                   | 29                                                                                   | Střely      | 28                   | Rozhodčí: Christoffer Holm Liam Sewell Čároví: Nick Briganti Andreas Krøyer |

| 14. května 2023 11:20 | Slovinsko | 2 : 5 (1:0, 0:3, 1:2) | Kanada | Aréna Riga, Riga Návštěvnost: 3 380 |  |

| Report                                                                                      |                                                                                             |                             | |                                                                                        |
| Luka Gračnar                                                                                | Luka Gračnar                                                                                | Brankáři                    | Devon Levi | Rozhodčí: Stefan Hürlimann André Schrader Čároví: Nicolas Constantineau Emil Yletyinen |
| Jan Drozg (Žiga Jeglič, Miha Verlič) 03:50' Jan Drozg (Ken Ograjenšek, Blaž Gregorc) 55:10' | Jan Drozg (Žiga Jeglič, Miha Verlič) 03:50' Jan Drozg (Ken Ograjenšek, Blaž Gregorc) 55:10' | 1:0 1:1 1:2 1:3 1:4 1:5 2:5 | 21:13' Michael Carcone (MacKenzie Weegar, Jack McBain) 27:31' Pierre-Olivier Joseph (Tyler Toffoli, Adam Fantilli) 38:46' Milan Lucic (Cody Glass, MacKenzie Weegar) 53:59' MacKenzie Weegar (Tyler Toffoli, Jacob Middleton) 54:50' Jack McBain (Michael Carcone, Jake Neighbours) | Rozhodčí: Stefan Hürlimann André Schrader Čároví: Nicolas Constantineau Emil Yletyinen |
| 10 min                                                                                      | 10 min                                                                                      | Tresty                      | 12 min | Rozhodčí: Stefan Hürlimann André Schrader Čároví: Nicolas Constantineau Emil Yletyinen |
| 24                                                                                          | 24                                                                                          | Střely                      | 51 | Rozhodčí: Stefan Hürlimann André Schrader Čároví: Nicolas Constantineau Emil Yletyinen |

| 14. května 2023 15:20 | Norsko | 0 : 3 (0:2, 0:0, 0:1) | Švýcarsko | Aréna Riga, Riga Návštěvnost: 3 232 |  |

| Report        |               |             | |                                                                     |
| Jonas Arntzen | Jonas Arntzen | Brankáři    | Robert Mayer | Rozhodčí: Jan Hribik Liam Sewell Čároví: Nick Briganti Daniel Hynek |
|               |               | 0:1 0:2 0:3 | 08:13' Dario Simion (Marco Miranda, Andrea Glauser) 19:28' Andrea Glauser (Marco Miranda, Dario Simio) 57:46' Nino Niederreiter (Christoph Bertschy, Tanner Richard) | Rozhodčí: Jan Hribik Liam Sewell Čároví: Nick Briganti Daniel Hynek |
| 10 min        | 10 min        | Tresty      | 14 min | Rozhodčí: Jan Hribik Liam Sewell Čároví: Nick Briganti Daniel Hynek |
| 14            | 14            | Střely      | 26 | Rozhodčí: Jan Hribik Liam Sewell Čároví: Nick Briganti Daniel Hynek |

| 14. května 2023 19:20 | Česko | 5 : 1 (2:0, 0:1, 3:0) | Kazachstán | Aréna Riga, Riga Návštěvnost: 3 670 |  |

| Report | |                         |                                                                  |                                                                             |
| Marek Langhamer | Marek Langhamer | Brankáři                | Andrej Šutov                                                     | Rozhodčí: Christoffer Holm Mike Langin Čároví: Andreas Hofer Tommi Niittylä |
| Jakub Zbořil (Vladimír Sobotka, Lukáš Sedlák) 08:48' Dominik Kubalík (Michal Kempný, Lukáš Sedlák) 15:25' Lukáš Sedlák (David Tomášek) 41:06' Jan Košťálek (Roman Červenka, Michael Špaček) 45:46' Dominik Kubalík (Michael Špaček, Jan Košťálek) 58:59' | Jakub Zbořil (Vladimír Sobotka, Lukáš Sedlák) 08:48' Dominik Kubalík (Michal Kempný, Lukáš Sedlák) 15:25' Lukáš Sedlák (David Tomášek) 41:06' Jan Košťálek (Roman Červenka, Michael Špaček) 45:46' Dominik Kubalík (Michael Špaček, Jan Košťálek) 58:59' | 1:0 2:0 2:1 3:1 4:1 5:1 | 31:18' Maxim Muchametov (Batyrlan Muratov, Dinmuchamed Kajyržan) | Rozhodčí: Christoffer Holm Mike Langin Čároví: Andreas Hofer Tommi Niittylä |
| 2 min | 2 min | Tresty                  | 14 min                                                           | Rozhodčí: Christoffer Holm Mike Langin Čároví: Andreas Hofer Tommi Niittylä |
| 43 | 43 | Střely                  | 15                                                               | Rozhodčí: Christoffer Holm Mike Langin Čároví: Andreas Hofer Tommi Niittylä |

| 15. května 2023 15:20 | Slovensko | 1 : 2 SN (1:1, 0:0, 0:0 — 0:0 — 0:1) | Kanada | Aréna Riga, Riga Návštěvnost: 4 640 |  |

| Report | |                                                    | |                                                                           |
| Samuel Hlavaj | Samuel Hlavaj | Brankáři                                           | Sam Montembeault | Rozhodčí: Jan Hribik André Schrader Čároví: Andreas Krøyer Tommi Niittylä |
| Peter Cehlárik (Marek Hrivík, Libor Hudáček) 16:08' Richard Pánik Marek Hrivík Matúš Sukeľ Peter Cehlárik Martin Chromiak Richard Pánik Šimon Nemec Martin Chromiak | Peter Cehlárik (Marek Hrivík, Libor Hudáček) 16:08' Richard Pánik Marek Hrivík Matúš Sukeľ Peter Cehlárik Martin Chromiak Richard Pánik Šimon Nemec Martin Chromiak | 0:1 1:1 Samostatné nájezdy 1:0 1:1 2:1 2:2 2:3 2:3 | 07:46' Jake Neighbours (Jack McBain) Jack Quinn Adam Fantilli Cody Glass Tyler Toffoli Michael Carcone Cody Glass Michael Carcone Jack Quinn | Rozhodčí: Jan Hribik André Schrader Čároví: Andreas Krøyer Tommi Niittylä |
| 41 min | 41 min | Tresty                                             | 18 min | Rozhodčí: Jan Hribik André Schrader Čároví: Andreas Krøyer Tommi Niittylä |
| 24 | 24 | Střely                                             | 44 | Rozhodčí: Jan Hribik André Schrader Čároví: Andreas Krøyer Tommi Niittylä |

| 15. května 2023 19:20 | Česko | 3 : 4 PP (1:0, 1:2, 1:1 — 0:1) | Lotyšsko | Aréna Riga, Riga Návštěvnost: 7 780 |  |

| Report | |                             | |                                                                                   |
| Šimon Hrubec | Šimon Hrubec | Brankáři                    | Artūrs Šilovs | Rozhodčí: Lassi Heikkinen Stefan Hürlimann Čároví: David Nothegger Emil Yletyinen |
| David Němeček (Ondřej Beránek, Jiří Černoch) 08:25' Dominik Kubalík (Roman Červenka, Tomáš Dvořák) 29:21' Michal Kempný (Roman Červenka, Dominik Kubalík) 56:58' | David Němeček (Ondřej Beránek, Jiří Černoch) 08:25' Dominik Kubalík (Roman Červenka, Tomáš Dvořák) 29:21' Michal Kempný (Roman Červenka, Dominik Kubalík) 56:58' | 1:0 1:1 1:2 2:2 2:3 3:3 3:4 | 22:16' Rihards Bukarts (Oskars Cibuļskis, Andris Džeriņš) 23:18' Mārtiņš Dzierkals (Ralfs Freibergs, Rūdolfs Balcers) 45:22' Oskars Cibuļskis (Toms Andersons, Deniss Smirnovs) 64:16' Oskars Batņa (Janis Jaks, Mārtiņš Dzierkals) | Rozhodčí: Lassi Heikkinen Stefan Hürlimann Čároví: David Nothegger Emil Yletyinen |
| 6 min | 6 min | Tresty                      | 8 min | Rozhodčí: Lassi Heikkinen Stefan Hürlimann Čároví: David Nothegger Emil Yletyinen |
| 25 | 25 | Střely                      | 35 | Rozhodčí: Lassi Heikkinen Stefan Hürlimann Čároví: David Nothegger Emil Yletyinen |

| 16. května 2023 15:20 | Slovinsko | 0 : 1 (0:1, 0:0, 0:0) | Norsko | Aréna Riga, Riga Návštěvnost: 2 167 |  |

| Report         |                |          |                                                                |                                                                                   |
| Gašper Krošelj | Gašper Krošelj | Brankáři | Henrik Haukeland                                               | Rozhodčí: Adam Bloski Christoffer Holm Čároví: Nicolas Constantineau Daniel Hynek |
|                |                | 0:1      | 14:05' Thomas Berg-Paulsen (Johannes Johannesen, Thomas Olsen) | Rozhodčí: Adam Bloski Christoffer Holm Čároví: Nicolas Constantineau Daniel Hynek |
| 6 min          | 6 min          | Tresty   | 8 min                                                          | Rozhodčí: Adam Bloski Christoffer Holm Čároví: Nicolas Constantineau Daniel Hynek |
| 18             | 18             | Střely   | 29                                                             | Rozhodčí: Adam Bloski Christoffer Holm Čároví: Nicolas Constantineau Daniel Hynek |

| 16. května 2023 19:20 | Švýcarsko | 5 : 0 (1:0, 2:0, 2:0) | Kazachstán | Aréna Riga, Riga Návštěvnost: 2 792 |  |

| Report | |                     |                                              |                                                                             |
| Leonardo Genoni | Leonardo Genoni | Brankáři            | Andrej Šutov (od 51. minuty Nikita Bojarkin) | Rozhodčí: Sean MacFarlane Liam Sewell Čároví: Jake Davis Tarrington Wyonzek |
| Tobias Geisser (Gaëtan Haas, Marco Miranda) 04:48' Fabrice Herzog (Michael Fora, Damien Riat) 27:34' Damien Riat (Tanner Richard, Fabrice Herzog) 30:59' Nino Niederreiter (Denis Malgin, Dean Kukan) 40:44' Romain Loeffel (Sven Senteler) 49:31' | Tobias Geisser (Gaëtan Haas, Marco Miranda) 04:48' Fabrice Herzog (Michael Fora, Damien Riat) 27:34' Damien Riat (Tanner Richard, Fabrice Herzog) 30:59' Nino Niederreiter (Denis Malgin, Dean Kukan) 40:44' Romain Loeffel (Sven Senteler) 49:31' | 1:0 2:0 3:0 4:0 5:0 |                                              | Rozhodčí: Sean MacFarlane Liam Sewell Čároví: Jake Davis Tarrington Wyonzek |
| 0 min | 0 min | Tresty              | 6 min                                        | Rozhodčí: Sean MacFarlane Liam Sewell Čároví: Jake Davis Tarrington Wyonzek |
| 36 | 36 | Střely              | 13                                           | Rozhodčí: Sean MacFarlane Liam Sewell Čároví: Jake Davis Tarrington Wyonzek |

| 17. května 2023 15:20 | Lotyšsko | 2 : 1 (0:0, 2:1, 0:0) | Norsko | Aréna Riga, Riga Návštěvnost: 6 872 |  |

| Report                                                                                           |                                                                                                  |             |                                     |                                                                        |
| Artūrs Šilovs                                                                                    | Artūrs Šilovs                                                                                    | Brankáři    | Henrik Haukeland                    | Rozhodčí: Adam Bloski André Schrader Čároví: Jake Davis Tommi Niittylä |
| Rodrigo Ābols (Rūdolfs Balcers, Kaspars Daugaviņš) 23:14' Toms Andersons (Ronalds Ķēniņš) 23:53' | Rodrigo Ābols (Rūdolfs Balcers, Kaspars Daugaviņš) 23:14' Toms Andersons (Ronalds Ķēniņš) 23:53' | 1:0 2:0 2:1 | 34:20' Ludvig Hoff (Håvard Salsten) | Rozhodčí: Adam Bloski André Schrader Čároví: Jake Davis Tommi Niittylä |
| 14 min                                                                                           | 14 min                                                                                           | Tresty      | 16 min                              | Rozhodčí: Adam Bloski André Schrader Čároví: Jake Davis Tommi Niittylä |
| 32                                                                                               | 32                                                                                               | Střely      | 21                                  | Rozhodčí: Adam Bloski André Schrader Čároví: Jake Davis Tommi Niittylä |

| 17. května 2023 19:20 | Kanada | 5 : 1 (4:1, 0:0, 1:0) | Kazachstán | Aréna Riga, Riga Návštěvnost: 3 411 |  |

| Report | |                         |                                                         |                                                                                 |
| Joel Hofer | Joel Hofer | Brankáři                | Nikita Bojarkin                                         | Rozhodčí: Lassi Heikkinen Stefan Hürlimann Čároví: Daniel Hynek David Nothegger |
| MacKenzie Weegar (Samuel Blais, Joe Veleno) 00:19' Lawson Crouse (MacKenzie Weegar, Jack Quinn) 05:05' Lawson Crouse (Scott Laughton, Justin Barron) 07:50' Joe Veleno (Samuel Blais) 19:22' Samuel Blais (Joe Veleno, Milan Lucic) 41:55' | MacKenzie Weegar (Samuel Blais, Joe Veleno) 00:19' Lawson Crouse (MacKenzie Weegar, Jack Quinn) 05:05' Lawson Crouse (Scott Laughton, Justin Barron) 07:50' Joe Veleno (Samuel Blais) 19:22' Samuel Blais (Joe Veleno, Milan Lucic) 41:55' | 1:0 2:0 3:0 3:1 4:1 5:1 | 09:55' Adil Beketajev (Samat Danijar, Jevgenij Rymarev) | Rozhodčí: Lassi Heikkinen Stefan Hürlimann Čároví: Daniel Hynek David Nothegger |
| 2 min | 2 min | Tresty                  | 0 min                                                   | Rozhodčí: Lassi Heikkinen Stefan Hürlimann Čároví: Daniel Hynek David Nothegger |
| 40 | 40 | Střely                  | 17                                                      | Rozhodčí: Lassi Heikkinen Stefan Hürlimann Čároví: Daniel Hynek David Nothegger |

| 18. května 2023 15:20 | Česko | 6 : 2 (0:2, 1:0, 5:0) | Slovinsko | Aréna Riga, Riga Návštěvnost: 3 670 |  |

| Report | |                                 |                                                                                           |                                                                             |
| Karel Vejmelka | Karel Vejmelka | Brankáři                        | Luka Gračnar                                                                              | Rozhodčí: Mads Frandsen Miroslav Štolc Čároví: Eric Cattaneo Andreas Krøyer |
| Dominik Kubalík (Michal Kempný, David Tomášek) 38:19' Dominik Kubalík (David Tomášek, Jiří Smejkal) 43:47' Roman Červenka (Daniel Voženílek, Jan Košťálek) 45:00' Michal Kempný (Vladimír Sobotka, Dominik Kubalík) 51:12' Dominik Kubalík (Jakub Zbořil, Roman Červenka, do prázdné branky) 57:49' Jakub Flek (Michal Kempný, Tomáš Dvořák) 58:56' | Dominik Kubalík (Michal Kempný, David Tomášek) 38:19' Dominik Kubalík (David Tomášek, Jiří Smejkal) 43:47' Roman Červenka (Daniel Voženílek, Jan Košťálek) 45:00' Michal Kempný (Vladimír Sobotka, Dominik Kubalík) 51:12' Dominik Kubalík (Jakub Zbořil, Roman Červenka, do prázdné branky) 57:49' Jakub Flek (Michal Kempný, Tomáš Dvořák) 58:56' | 0:1 0:2 1:2 2:2 3:2 4:2 5:2 6:2 | 07:23' Miha Verlič (Jan Urbas, Blaž Gregorc) 11:49' Jan Urbas (Blaž Gregorc, Žiga Jeglič) | Rozhodčí: Mads Frandsen Miroslav Štolc Čároví: Eric Cattaneo Andreas Krøyer |
| 6 min | 6 min | Tresty                          | 6 min                                                                                     | Rozhodčí: Mads Frandsen Miroslav Štolc Čároví: Eric Cattaneo Andreas Krøyer |
| 41 | 41 | Střely                          | 20                                                                                        | Rozhodčí: Mads Frandsen Miroslav Štolc Čároví: Eric Cattaneo Andreas Krøyer |

| 18. května 2023 19:20 | Švýcarsko | 4 : 2 (1:0, 1:2, 2:0) | Slovensko | Aréna Riga, Riga Návštěvnost: 4 840 |  |

| Report | |                         | |                                                                                  |
| Robert Mayer | Robert Mayer | Brankáři                | Samuel Hlavaj                                                                                            | Rozhodčí: Christoffer Holm Sean MacFarlane Čároví: David Nothegger Jiří Ondráček |
| Jonas Siegenthaler (Denis Malgin, Nico Hischier) 05:07' Nino Niederreiter (Andres Ambühl) 24:47' Christian Marti (Tanner Richard) 46:51' Gaëtan Haas (Marco Miranda, Dario Simion) 59:25' | Jonas Siegenthaler (Denis Malgin, Nico Hischier) 05:07' Nino Niederreiter (Andres Ambühl) 24:47' Christian Marti (Tanner Richard) 46:51' Gaëtan Haas (Marco Miranda, Dario Simion) 59:25' | 1:0 2:0 2:1 2:2 3:2 4:2 | 25:08' Andrej Kudrna (Miloš Kelemen, Richard Pánik) 39:29' Pavol Regenda (Oliver Okuliar, Samuel Kňažko) | Rozhodčí: Christoffer Holm Sean MacFarlane Čároví: David Nothegger Jiří Ondráček |
| 4 min | 4 min | Tresty                  | 6 min | Rozhodčí: Christoffer Holm Sean MacFarlane Čároví: David Nothegger Jiří Ondráček |
| 36 | 36 | Střely                  | 13 | Rozhodčí: Christoffer Holm Sean MacFarlane Čároví: David Nothegger Jiří Ondráček |

| 19. května 2023 15:20 | Lotyšsko | 3 : 2 (1:0, 2:2, 0:0) | Slovinsko | Aréna Riga, Riga Návštěvnost: 9 180 |  |

| Report | |                     |                                                                                   |                                                                            |
| Artūrs Šilovs | Artūrs Šilovs | Brankáři            | Gašper Krošelj                                                                    | Rozhodčí: André Schrader Miroslav Štolc Čároví: Eric Cattaneo Daniel Hynek |
| Rihards Bukarts (Andris Džeriņš, Miks Indrašis) 11:14' Kaspars Daugaviņš (Uvis Janis Balinskis) 31:20' Roberts Bukarts (Andris Džeriņš) 37:39' | Rihards Bukarts (Andris Džeriņš, Miks Indrašis) 11:14' Kaspars Daugaviņš (Uvis Janis Balinskis) 31:20' Roberts Bukarts (Andris Džeriņš) 37:39' | 1:0 1:1 2:1 3:1 3:2 | 27:55' Anže Kuralt (Rok Tičar, Aleksandar Magovac) 39:47' Miha Verlič (Jan Urbas) | Rozhodčí: André Schrader Miroslav Štolc Čároví: Eric Cattaneo Daniel Hynek |
| 6 min | 6 min | Tresty              | 8 min                                                                             | Rozhodčí: André Schrader Miroslav Štolc Čároví: Eric Cattaneo Daniel Hynek |
| 27 | 27 | Střely              | 28                                                                                | Rozhodčí: André Schrader Miroslav Štolc Čároví: Eric Cattaneo Daniel Hynek |

| 19. května 2023 19:20 | Kazachstán | 4 : 3 SN (0:1, 3:0, 0:2 — 0:0 — 1:0) | Slovensko | Aréna Riga, Riga Návštěvnost: 3 670 |  |

| Report | |                                                                | |                                                                              |
| Andrej Šutov | Andrej Šutov | Brankáři                                                       | Samuel Hlavaj | Rozhodčí: Adam Bloski Stefan Hürlimann Čároví: Jake Davis Tarrington Wyonzek |
| Roman Starčenko (Jevgenij Rymarev) 21:03' Valerij Orekov (Nikita Michajlis, Roman Starčenko) 24:50' Jevgenij Rymarev (Nikita Michajlis, Roman Starčenko) 25:22' Kirill Savickij Jevgenij Rymarev Batyrlan Muratov Nikita Michajlis | Roman Starčenko (Jevgenij Rymarev) 21:03' Valerij Orekov (Nikita Michajlis, Roman Starčenko) 24:50' Jevgenij Rymarev (Nikita Michajlis, Roman Starčenko) 25:22' Kirill Savickij Jevgenij Rymarev Batyrlan Muratov Nikita Michajlis | 0:1 1:1 2:1 3:1 3:2 3:3 Samostatné nájezdy 1:0 1:1 2:1 3:1 4:1 | 14:58' Patrik Koch (Marek Hrivík) 48:33' Richard Pánik (Marek Hrivík, Patrik Koch) 56:58' Pavol Regenda (Marek Hrivík, Michal Ivan) Libor Hudáček Marek Hrivík Róbert Lántoši | Rozhodčí: Adam Bloski Stefan Hürlimann Čároví: Jake Davis Tarrington Wyonzek |
| 8 min | 8 min | Tresty                                                         | 8 min | Rozhodčí: Adam Bloski Stefan Hürlimann Čároví: Jake Davis Tarrington Wyonzek |
| 26 | 26 | Střely                                                         | 51 | Rozhodčí: Adam Bloski Stefan Hürlimann Čároví: Jake Davis Tarrington Wyonzek |

| 20. května 2023 11:20 | Norsko | 0 : 2 (0:2, 0:0, 0:0) | Česko | Aréna Riga, Riga Návštěvnost: 5 348 |  |

| Report           |                  |          | |                                                                              |
| Henrik Haukeland | Henrik Haukeland | Brankáři | Karel Vejmelka                                                                                          | Rozhodčí: André Schrader Miroslav Štolc Čároví: Eric Cattaneo Andreas Krøyer |
|                  |                  | 0:1 0:2  | 12:33' Dominik Kubalík (Jan Košťálek, Roman Červenka) 18:43' Jakub Flek (Michal Kempný, Karel Vejmelka) | Rozhodčí: André Schrader Miroslav Štolc Čároví: Eric Cattaneo Andreas Krøyer |
| 12 min           | 12 min           | Tresty   | 31 min                                                                                                  | Rozhodčí: André Schrader Miroslav Štolc Čároví: Eric Cattaneo Andreas Krøyer |
| 27               | 27               | Střely   | 21 | Rozhodčí: André Schrader Miroslav Štolc Čároví: Eric Cattaneo Andreas Krøyer |

| 20. května 2023 15:20 | Kanada | 2 : 3 (0:0, 1:2, 1:1) | Švýcarsko | Aréna Riga, Riga Návštěvnost: 8 234 |  |

| Report                                                                                                | |                     | |                                                                           |
| Sam Montembeault                                                                                      | Sam Montembeault                                                                                      | Brankáři            | Leonardo Genoni | Rozhodčí: Tobias Björk Mads Frandsen Čároví: Onni Hautamäki Jiří Ondráček |
| Tyler Toffoli (Scott Laughton, Jack Quinn) 29:58' Michael Carcone (Brad Hunt, Jake Neighbours) 56:22' | Tyler Toffoli (Scott Laughton, Jack Quinn) 29:58' Michael Carcone (Brad Hunt, Jake Neighbours) 56:22' | 1:0 1:1 1:2 1:3 2:3 | 33:24' Nico Hischier (Michael Fora, Kevin Fiala) 37:00' Dario Simion (Christian Marti, Gaëtan Haas) 52:08' Andres Ambühl (Nino Niederreiter, Enzo Corvi) | Rozhodčí: Tobias Björk Mads Frandsen Čároví: Onni Hautamäki Jiří Ondráček |
| 6 min                                                                                                 | 6 min                                                                                                 | Tresty              | 4 min | Rozhodčí: Tobias Björk Mads Frandsen Čároví: Onni Hautamäki Jiří Ondráček |
| 29 | 29 | Střely              | 26 | Rozhodčí: Tobias Björk Mads Frandsen Čároví: Onni Hautamäki Jiří Ondráček |

| 20. května 2023 19:20 | Kazachstán | 0 : 7 (0:2, 0:3, 0:2) | Lotyšsko | Aréna Riga, Riga Návštěvnost: 9 200 |  |

| Report                                       |                                              |                             | |                                                                             |
| Andrej Šutov (od 41. minuty Nikita Bojarkin) | Andrej Šutov (od 41. minuty Nikita Bojarkin) | Brankáři                    | Artūrs Šilovs | Rozhodčí: Stefan Hürlimann Sean MacFarlane Čároví: Daniel Hynek Šimon Synek |
|                                              |                                              | 0:1 0:2 0:3 0:4 0:5 0:6 0:7 | 15:39' Rihards Bukarts (Mārtiņš Dzierkals, Janis Jaks) 17:19' Oskars Batņa (Kristaps Zile) 21:13' Mārtiņš Dzierkals (Oskars Batņa, Roberts Bukarts) 29:05' Rodrigo Ābols (Kaspars Daugaviņš, Rūdolfs Balcers) 39:54' Miks Indrašis (Rihards Bukarts, Ralfs Freibergs) 49:50' Kaspars Daugaviņš (Rūdolfs Balcers, Rodrigo Ābols) 51:40' Rodrigo Ābols (Rūdolfs Balcers, Kaspars Daugaviņš) | Rozhodčí: Stefan Hürlimann Sean MacFarlane Čároví: Daniel Hynek Šimon Synek |
| 10 min                                       | 10 min                                       | Tresty                      | 6 min | Rozhodčí: Stefan Hürlimann Sean MacFarlane Čároví: Daniel Hynek Šimon Synek |
| 16                                           | 16                                           | Střely                      | 34 | Rozhodčí: Stefan Hürlimann Sean MacFarlane Čároví: Daniel Hynek Šimon Synek |

| 21. května 2023 15:20 | Slovinsko | 0 : 1 (0:0, 0:1, 0:0) | Slovensko | Aréna Riga, Riga Návštěvnost: 4 460 |  |

| Report       |              |          |                                                   |                                                                      |
| Luka Gračnar | Luka Gračnar | Brankáři | Stanislav Škorvánek                               | Rozhodčí: Tobias Björk Adam Bloski Čároví: Jake Davis Andreas Krøyer |
|              |              | 0:1      | 20:15' Richard Pánik (Pavol Regenda, Patrik Koch) | Rozhodčí: Tobias Björk Adam Bloski Čároví: Jake Davis Andreas Krøyer |
| 4 min        | 4 min        | Tresty   | 6 min                                             | Rozhodčí: Tobias Björk Adam Bloski Čároví: Jake Davis Andreas Krøyer |
| 33           | 33           | Střely   | 39                                                | Rozhodčí: Tobias Björk Adam Bloski Čároví: Jake Davis Andreas Krøyer |

| 21. května 2023 19:20 | Česko | 2 : 4 (1:1, 0:2, 1:1) | Švýcarsko | Aréna Riga, Riga Návštěvnost: 7 150 |  |

| Report                                                                       |                                                                              |                         | |                                                                                     |
| Marek Langhamer                                                              | Marek Langhamer                                                              | Brankáři                | Robert Mayer | Rozhodčí: Mikko Kaukokari Sean MacFarlane Čároví: Onni Hautamäki Tarrington Wyonzek |
| Roman Červenka 06:47' Dominik Kubalík (Roman Červenka, Michal Kempný) 52:14' | Roman Červenka 06:47' Dominik Kubalík (Roman Červenka, Michal Kempný) 52:14' | 1:0 1:1 1:2 1:3 2:3 2:4 | 12:41' Romain Loeffel (Nico Hischier, Kevin Fiala) 23:59' Andres Ambühl (Enzo Corvi, Dean Kukan) 28:37' Andres Ambühl (Kevin Fiala, Denis Malgin) 55:40' Tanner Richard (Janis Moser, Damien Riat, do prázdné branky) | Rozhodčí: Mikko Kaukokari Sean MacFarlane Čároví: Onni Hautamäki Tarrington Wyonzek |
| 4 min                                                                        | 4 min                                                                        | Tresty                  | 4 min | Rozhodčí: Mikko Kaukokari Sean MacFarlane Čároví: Onni Hautamäki Tarrington Wyonzek |
| 22                                                                           | 22                                                                           | Střely                  | 27 | Rozhodčí: Mikko Kaukokari Sean MacFarlane Čároví: Onni Hautamäki Tarrington Wyonzek |

| 22. května 2023 15:20 | Kanada | 2 : 3 SN (0:1, 1:1, 1:0 — 0:0 — 0:1) | Norsko | Aréna Riga, Riga Návštěvnost: 4 834 |  |

| Report | |                                                            | |                                                                            |
| Joel Hofer | Joel Hofer | Brankáři                                                   | Jonas Arntzen | Rozhodčí: Mads Frandsen Sean MacFarlane Čároví: Onni Hautamäki Šimon Synek |
| Milan Lucic (MacKenzie Weegar, Jacob Middleton) 28:26' Lawson Crouse (Michael Carcone) 59:48' Jack Quinn Cody Glass Tyler Toffoli Michael Carcone | Milan Lucic (MacKenzie Weegar, Jacob Middleton) 28:26' Lawson Crouse (Michael Carcone) 59:48' Jack Quinn Cody Glass Tyler Toffoli Michael Carcone | 0:1 0:2 1:2 2:2 Samostatné nájezdy 0:1 0:2 1:2 1:3 2:3 2:4 | 09:45' Andreas Martinsen (Ken André Olimb) 21:52' Sondre Olden (Eirik Salsten) Isak Hansen Sondre Olden Mathias Trettenes Michael Haga Thomas Olsen | Rozhodčí: Mads Frandsen Sean MacFarlane Čároví: Onni Hautamäki Šimon Synek |
| 29 min | 29 min | Tresty                                                     | 2 min | Rozhodčí: Mads Frandsen Sean MacFarlane Čároví: Onni Hautamäki Šimon Synek |
| 33 | 33 | Střely                                                     | 24 | Rozhodčí: Mads Frandsen Sean MacFarlane Čároví: Onni Hautamäki Šimon Synek |

| 22. května 2023 19:20 | Kazachstán | 4 : 3 (1:1, 1:1, 2:1) | Slovinsko | Aréna Riga, Riga Návštěvnost: 4 140 |  |

| Report | |                         | |                                                                         |
| Andrej Šutov | Andrej Šutov | Brankáři                | Žan Us | Rozhodčí: Tobias Björk Mikko Kaukokari Čároví: Jake Davis Jiří Ondráček |
| Nikita Michajlis (Jevgenij Rymarev, Adil Beketajev) 18:10' Batyrlan Muratov (Valerij Orekov, Kirill Savickij) 39:02' Jevgenij Rymarev (Roman Starčenko, Adil Beketajev) 51:52' Maxim Muchametov (Nikita Michajlis) 56:33' | Nikita Michajlis (Jevgenij Rymarev, Adil Beketajev) 18:10' Batyrlan Muratov (Valerij Orekov, Kirill Savickij) 39:02' Jevgenij Rymarev (Roman Starčenko, Adil Beketajev) 51:52' Maxim Muchametov (Nikita Michajlis) 56:33' | 0:1 1:1 1:2 2:2 2:3 3:3 | 01:30' Anže Kuralt 21:06' Anže Kuralt (Ken Ograjensek, Rok Tičar) 42:27' Jan Drozg (Nik Simšič, Žiga Pance) | Rozhodčí: Tobias Björk Mikko Kaukokari Čároví: Jake Davis Jiří Ondráček |
| 4 min | 4 min | Tresty                  | 6 min | Rozhodčí: Tobias Björk Mikko Kaukokari Čároví: Jake Davis Jiří Ondráček |
| 32 | 32 | Střely                  | 26 | Rozhodčí: Tobias Björk Mikko Kaukokari Čároví: Jake Davis Jiří Ondráček |

| 23. května 2023 11:20 | Slovensko | 4 : 1 (3:0, 0:1, 1:0) | Norsko | Aréna Riga, Riga Návštěvnost: 4 170 |  |

| Report | |                     |                                                              |                                                                              |
| Stanislav Škorvánek | Stanislav Škorvánek | Brankáři            | Henrik Haukeland                                             | Rozhodčí: Adam Bloski Sirko Hunnius Čároví: Eric Cattaneo Tarrington Wyonzek |
| Marek Hrivík (Richard Pánik, Pavol Regenda) 03:58' Peter Cehlárik (Mislav Rosandić, Samuel Kňažko) 07:30' Róbert Lantoši (František Gajdoš) 15:43' Richard Pánik (do prázdné branky) 58:41' | Marek Hrivík (Richard Pánik, Pavol Regenda) 03:58' Peter Cehlárik (Mislav Rosandić, Samuel Kňažko) 07:30' Róbert Lantoši (František Gajdoš) 15:43' Richard Pánik (do prázdné branky) 58:41' | 1:0 2:0 3:0 3:1 4:1 | 23:10' Markus Vikingstad (Thomas Berg-Paulsen, Thomas Olsen) | Rozhodčí: Adam Bloski Sirko Hunnius Čároví: Eric Cattaneo Tarrington Wyonzek |
| 2 min | 2 min | Tresty              | 4 min                                                        | Rozhodčí: Adam Bloski Sirko Hunnius Čároví: Eric Cattaneo Tarrington Wyonzek |
| 35 | 35 | Střely              | 25                                                           | Rozhodčí: Adam Bloski Sirko Hunnius Čároví: Eric Cattaneo Tarrington Wyonzek |

| 23. května 2023 15:20 | Kanada | 3 : 1 (1:0, 0:1, 2:0) | Česko | Aréna Riga, Riga Návštěvnost: 6 420 |  |

| Report | |                 |                                               |                                                                        |
| Sam Montembeault | Sam Montembeault | Brankáři        | Karel Vejmelka                                | Rozhodčí: Andris Ansons Miroslav Štolc Čároví: Šimon Synek Dāvis Zunde |
| Peyton Krebs (Cody Glass, Brad Hunt) 19:12' Tyler Myers (Jack Quinn, Scott Laughton) 44:09' Lawson Crouse (Scott Laughton, do prázdné branky) 59:24' | Peyton Krebs (Cody Glass, Brad Hunt) 19:12' Tyler Myers (Jack Quinn, Scott Laughton) 44:09' Lawson Crouse (Scott Laughton, do prázdné branky) 59:24' | 1:0 1:1 2:1 3:1 | 22:06' Martin Kaut (Jakub Flek, Tomáš Dvořák) | Rozhodčí: Andris Ansons Miroslav Štolc Čároví: Šimon Synek Dāvis Zunde |
| 4 min | 4 min | Tresty          | 4 min                                         | Rozhodčí: Andris Ansons Miroslav Štolc Čároví: Šimon Synek Dāvis Zunde |
| 44 | 44 | Střely          | 17                                            | Rozhodčí: Andris Ansons Miroslav Štolc Čároví: Šimon Synek Dāvis Zunde |

| 23. května 2023 19:20 | Švýcarsko | 3 : 4 PP (0:0, 1:2, 2:1 — 0:1) | Lotyšsko | Aréna Riga, Riga Návštěvnost: 9 178 |  |

| Report | |                             | |                                                                              |
| Joren van Pottelberghe                                                                                            | Joren van Pottelberghe                                                                                            | Brankáři                    | Artūrs Šilovs | Rozhodčí: Mikko Kaukokari Sean MacFarlane Čároví: Brett Mackey Jiří Ondráček |
| Kevin Fiala (Enzo Corvi) 26:02' Marco Miranda (Damien Riat, Enzo Corvi) 47:03' Andres Ambühl (Kevin Fiala) 53:46' | Kevin Fiala (Enzo Corvi) 26:02' Marco Miranda (Damien Riat, Enzo Corvi) 47:03' Andres Ambühl (Kevin Fiala) 53:46' | 0:1 1:1 1:2 2:2 3:2 3:3 3:4 | 21:43' Ralfs Freibergs (Miks Indrašis) 26:34' Rodrigo Ābols (Rūdolfs Balcers, Ralfs Freibergs) 54:56' Kaspars Daugaviņš (Rodrigo Ābols, Rūdolfs Balcers) 62:25' Rūdolfs Balcers (Uvis Janis Balinskis, Janis Jaks) | Rozhodčí: Mikko Kaukokari Sean MacFarlane Čároví: Brett Mackey Jiří Ondráček |
| 12 min | 12 min | Tresty                      | 6 min | Rozhodčí: Mikko Kaukokari Sean MacFarlane Čároví: Brett Mackey Jiří Ondráček |
| 32 | 32 | Střely                      | 28 | Rozhodčí: Mikko Kaukokari Sean MacFarlane Čároví: Brett Mackey Jiří Ondráček |

## Play-off

### Pavouk
Soupeři pro semifinále budou určeni z vítězů čtvrtfinále podle celkového pořadí po základních skupinách (dle umístění ve skupině, počtu dosažených bodů, rozdílu ve skóre, vyššího počtu vstřelených gólů, pořadí v žebříčku IIHF), kdy nejvýše umístěné mužstvo narazí na nejníže umístěné mužstvo a druhé mužstvo narazí na třetí mužstvo.
|  | Čtvrtfinále 1 |               |               |  |   |              |              |              |  |               |               |               |   |
|  | 1A            | USA           | 3             |  |   |              |              |              |  |               |               |               |   |
|  | 4B            | Česko         | 0             |  |   | Semifinále 1 | Semifinále 1 | Semifinále 1 |  |               |               |               |   |
|  |               |               |               |  |   | 1            | USA          | 3            |  |               |               |               |   |
|  | Čtvrtfinále 2 | Čtvrtfinále 2 | Čtvrtfinále 2 |  | 8 | Německo (PP) | 4            |              |  |               |               |               |   |
|  | 1B            | Švýcarsko     | 1             |  |   |              |              |              |  |               |               |               |   |
|  | 4A            | Německo       | 3             |  |   |              |              |              |  | Finále        | Finále        | Finále        |   |
|  |               |               |               |  |   |              |              |              |  |               | 8             | Německo       | 2 |
|  | Čtvrtfinále 3 | Čtvrtfinále 3 | Čtvrtfinále 3 |  |   |              |              |              |  |               | 4             | Kanada        | 5 |
|  | 2B            | Kanada        | 4             |  |   |              |              |              |  |               |               |               |   |
|  | 3A            | Finsko        | 1             |  |   | Semifinále 2 | Semifinále 2 | Semifinále 2 |  | Zápas o bronz | Zápas o bronz | Zápas o bronz |   |
|  |               |               |               |  |   | 4            | Kanada       | 4            |  | 1             | USA           | 3             |   |
|  | Čtvrtfinále 4 | Čtvrtfinále 4 | Čtvrtfinále 4 |  | 6 | Lotyšsko     | 2            |              |  | 6             | Lotyšsko (PP) | 4             |   |
|  | 2A            | Švédsko       | 1             |  |   |              |              |              |  |               |               |               |   |
|  | 3B            | Lotyšsko      | 3             |  |   |              |              |              |  |               |               |               |   |

### Čtvrtfinále
| 25. května 2023 15:20 | USA | 3 : 0 (1:0, 1:0, 1:0) | Česko | Nokia Arena, Tampere Návštěvnost: 7 411 |  |

| Report | |             |                |                                                                               |
| Casey DeSmith | Casey DeSmith | Brankáři    | Karel Vejmelka | Rozhodčí: Mads Frandsen Liam Sewell Čároví: Tarrington Wyonzek Emil Yletyinen |
| Matthew Coronato (Lane Hutson, Connor Mackey) 12:04' Nick Perbix (Rocco Grimaldi) 28:53' Cutter Gauthier (T.J. Tynan) 49:57' | Matthew Coronato (Lane Hutson, Connor Mackey) 12:04' Nick Perbix (Rocco Grimaldi) 28:53' Cutter Gauthier (T.J. Tynan) 49:57' | 1:0 2:0 3:0 |                | Rozhodčí: Mads Frandsen Liam Sewell Čároví: Tarrington Wyonzek Emil Yletyinen |
| 4 min | 4 min | Tresty      | 2 min          | Rozhodčí: Mads Frandsen Liam Sewell Čároví: Tarrington Wyonzek Emil Yletyinen |
| 34 | 34 | Střely      | 15             | Rozhodčí: Mads Frandsen Liam Sewell Čároví: Tarrington Wyonzek Emil Yletyinen |

| 25. května 2023 15:20 | Švýcarsko | 1 : 3 (0:1, 1:2, 0:0) | Německo | Aréna Riga, Riga Návštěvnost: 2 896 |  |

| Report                                              |                                                     |                 | |                                                                         |
| Robert Mayer                                        | Robert Mayer                                        | Brankáři        | Mathias Niederberger | Rozhodčí: Andris Ansons Tobias Björk Čároví: Onni Hautamäki Dāvis Zunde |
| Jonas Siegenthaler (Kevin Fiala, Dean Kukan) 20:47' | Jonas Siegenthaler (Kevin Fiala, Dean Kukan) 20:47' | 0:1 1:1 1:2 1:3 | 06:25' Maximilian Kastner (Kai Wissmann, Jonas Müller) 37:51' John-Jason Peterka (Dominik Kahun, Leon Gawanke) 38:27' Nico Sturm (Wojciech Stachowiak, Jonas Müller) | Rozhodčí: Andris Ansons Tobias Björk Čároví: Onni Hautamäki Dāvis Zunde |
| 8 min                                               | 8 min                                               | Tresty          | 29 min | Rozhodčí: Andris Ansons Tobias Björk Čároví: Onni Hautamäki Dāvis Zunde |
| 30                                                  | 30                                                  | Střely          | 23 | Rozhodčí: Andris Ansons Tobias Björk Čároví: Onni Hautamäki Dāvis Zunde |

| 25. května 2023 19:20 | Kanada | 4 : 1 (1:0, 1:0, 2:1) | Finsko | Nokia Arena, Tampere Návštěvnost: 11 529 |  |

| Report | |                     |                                                           |                                                                          |
| Sam Montembeault | Sam Montembeault | Brankáři            | Emil Larmi                                                | Rozhodčí: Christoffer Holm Jan Hribik Čároví: Nick Briganti Daniel Hynek |
| Jack Quinn (Lawson Crouse) 07:12' Samuel Blais (Jake Neighbours, Justin Barron) 30:45' Michael Carcone (MacKenzie Weegar, Jacob Middleton) 42:54' Tyler Toffoli (do prázdné branky) 57:42' | Jack Quinn (Lawson Crouse) 07:12' Samuel Blais (Jake Neighbours, Justin Barron) 30:45' Michael Carcone (MacKenzie Weegar, Jacob Middleton) 42:54' Tyler Toffoli (do prázdné branky) 57:42' | 1:0 2:0 3:0 3:1 4:1 | 56:52' Teemu Hartikainen (Mikko Rantanen, Mikko Lehtonen) | Rozhodčí: Christoffer Holm Jan Hribik Čároví: Nick Briganti Daniel Hynek |
| 8 min | 8 min | Tresty              | 2 min                                                     | Rozhodčí: Christoffer Holm Jan Hribik Čároví: Nick Briganti Daniel Hynek |
| 31 | 31 | Střely              | 28                                                        | Rozhodčí: Christoffer Holm Jan Hribik Čároví: Nick Briganti Daniel Hynek |

| 25. května 2023 19:20 | Švédsko | 1 : 3 (0:1, 1:0, 0:2) | Lotyšsko | Aréna Riga, Riga Návštěvnost: 9 200 |  |

| Report                                                   |                                                          |                 | |                                                                           |
| Lars Johansson                                           | Lars Johansson                                           | Brankáři        | Artūrs Šilovs | Rozhodčí: Mikko Kaukokari Sean MacFarlane Čároví: Jake Davis Brett Mackey |
| Timothy Liljegren (Lucas Raymond, Anton Lindholm) 29:41' | Timothy Liljegren (Lucas Raymond, Anton Lindholm) 29:41' | 0:1 1:1 1:2 1:3 | 12:56' Dans Ločmelis (Rihards Bukarts, Oskars Cibuļskis) 45:55' Miks Indrašis (Rihards Bukarts, Jānis Jaks) 53:46' Jānis Jaks (Miks Indrašis, Rihards Bukarts) | Rozhodčí: Mikko Kaukokari Sean MacFarlane Čároví: Jake Davis Brett Mackey |
| 4 min                                                    | 4 min                                                    | Tresty          | 33 min | Rozhodčí: Mikko Kaukokari Sean MacFarlane Čároví: Jake Davis Brett Mackey |
| 41                                                       | 41                                                       | Střely          | 15 | Rozhodčí: Mikko Kaukokari Sean MacFarlane Čároví: Jake Davis Brett Mackey |

### Semifinále
| 27. května 2023 13:20 | Kanada | 4 : 2 (0:1, 1:1, 3:0) | Lotyšsko | Nokia Arena, Tampere Návštěvnost: 8 669 |  |

| Report | |                         |                                                                              |                                                                            |
| Sam Montembeault | Sam Montembeault | Brankáři                | Artūrs Šilovs                                                                | Rozhodčí: Mikko Kaukokari Sean MacFarlane Čároví: Nick Briganti Jake Davis |
| Samuel Blais (Peyton Krebs, Jacob Middleton) 35:32' Jack Quinn (Lawson Crouse, Scott Laughton) 40:45' Adam Fantilli (Milan Lucic, Justin Barron) 48:56' Scott Laughton (do prázdné branky) 59:17' | Samuel Blais (Peyton Krebs, Jacob Middleton) 35:32' Jack Quinn (Lawson Crouse, Scott Laughton) 40:45' Adam Fantilli (Milan Lucic, Justin Barron) 48:56' Scott Laughton (do prázdné branky) 59:17' | 0:1 1:1 1:2 2:2 3:2 4:2 | 08:18' Dans Ločmelis (Rihards Bukarts, Kristaps Zile) 36:38' Rūdolfs Balcers | Rozhodčí: Mikko Kaukokari Sean MacFarlane Čároví: Nick Briganti Jake Davis |
| 12 min | 12 min | Tresty                  | 12 min                                                                       | Rozhodčí: Mikko Kaukokari Sean MacFarlane Čároví: Nick Briganti Jake Davis |
| 36 | 36 | Střely                  | 22                                                                           | Rozhodčí: Mikko Kaukokari Sean MacFarlane Čároví: Nick Briganti Jake Davis |

| 27. května 2023 17:20 | USA | 3 : 4 PP (2:2, 1:0, 0:1 — 0:1) | Německo | Nokia Arena, Tampere Návštěvnost: 8 011 |  |

| Report | |                             | |                                                                        |
| Casey DeSmith | Casey DeSmith | Brankáři                    | Mathias Niederberger | Rozhodčí: Tobias Björk Jan Hribik Čároví: Onni Hautamäki Jiří Ondráček |
| Alex Tuch (Drew O'Connor, Rocco Grimaldi) 01:11' Rocco Grimaldi (Alex Tuch) 03:56' Michael Eyssimont (Drew O'Connor, Conor Garland) 28:47' | Alex Tuch (Drew O'Connor, Rocco Grimaldi) 01:11' Rocco Grimaldi (Alex Tuch) 03:56' Michael Eyssimont (Drew O'Connor, Conor Garland) 28:47' | 1:0 2:0 2:1 2:2 3:2 3:3 3:4 | 12:22' Frederik Tiffels (Daniel Fischbuch, Dominik Kahun) 16:03' Maksymilian Szuber (Nico Sturm, John-Jason Peterka) 58:37' Marcel Noebels (Dominik Kahun, Leon Gawanke) 67:32' Frederik Tiffels (Dominik Kahun, Moritz Müller) | Rozhodčí: Tobias Björk Jan Hribik Čároví: Onni Hautamäki Jiří Ondráček |
| 6 min | 6 min | Tresty                      | 4 min | Rozhodčí: Tobias Björk Jan Hribik Čároví: Onni Hautamäki Jiří Ondráček |
| 33 | 33 | Střely                      | 26 | Rozhodčí: Tobias Björk Jan Hribik Čároví: Onni Hautamäki Jiří Ondráček |

### Zápas o 3. místo
| 28. května 2023 14:20 | USA | 3 : 4 PP (2:2, 0:0, 1:1 — 0:1) | Lotyšsko | Nokia Arena, Tampere Návštěvnost: 11 033 |  |

| Report | |                             | |                                                                            |
| Casey DeSmith | Casey DeSmith | Brankáři                    | Artūrs Šilovs | Rozhodčí: Jan Hribik Liam Sewell Čároví: Onni Hautamäki Tarrington Wyonzek |
| Rocco Grimaldi (Scott Perunovich, Anders Bjork) 09:45' Rocco Grimaldi (Scott Perunovich, Matt Coronato) 19:03' Matt Coronato (Dylan Samberg, Drew O'Connor) 46:19' | Rocco Grimaldi (Scott Perunovich, Anders Bjork) 09:45' Rocco Grimaldi (Scott Perunovich, Matt Coronato) 19:03' Matt Coronato (Dylan Samberg, Drew O'Connor) 46:19' | 0:1 1:1 1:2 2:2 3:2 3:3 3:4 | 07:49' Roberts Bukarts (Rihards Bukarts, Mārtiņš Dzierkals) 16:08' Jānis Jaks (Rihards Bukarts, Miks Indrašis) 54:21' Kristiāns Rubīns (Dans Ločmelis, Rihards Bukarts) 61:22' Kristiāns Rubīns (Kaspars Daugaviņš, Jānis Jaks) | Rozhodčí: Jan Hribik Liam Sewell Čároví: Onni Hautamäki Tarrington Wyonzek |
| 10 min | 10 min | Tresty                      | 8 min | Rozhodčí: Jan Hribik Liam Sewell Čároví: Onni Hautamäki Tarrington Wyonzek |
| 29 | 29 | Střely                      | 25 | Rozhodčí: Jan Hribik Liam Sewell Čároví: Onni Hautamäki Tarrington Wyonzek |

### Finále
| 28. května 2023 19:20 | Kanada | 5 : 2 (1:1, 1:1, 3:0) | Německo | Nokia Arena, Tampere Návštěvnost: 10 470 |  |

| Report | |                             | |                                                                           |
| Sam Montembeault | Sam Montembeault | Brankáři                    | Mathias Niederberger                                                                                                 | Rozhodčí: Tobias Björk Sean MacFarlane Čároví: Nick Briganti Daniel Hynek |
| Samuel Blais (Peyton Krebs, Jake Neighbours) 10:47' Lawson Crouse (Peyton Krebs, MacKenzie Weegar) 37:28' Samuel Blais (Cody Glass) 44:51' Tyler Toffoli 51:51' Scott Laughton (Jack Quinn, Lawson Crouse, do prázdné branky) 58:06' | Samuel Blais (Peyton Krebs, Jake Neighbours) 10:47' Lawson Crouse (Peyton Krebs, MacKenzie Weegar) 37:28' Samuel Blais (Cody Glass) 44:51' Tyler Toffoli 51:51' Scott Laughton (Jack Quinn, Lawson Crouse, do prázdné branky) 58:06' | 0:1 1:1 1:2 2:2 3:2 4:2 5:2 | 07:44' John-Jason Peterka (Moritz Seider, Moritz Müller) 33:47' Daniel Fischbuch (Maximilian Kastner, Moritz Seider) | Rozhodčí: Tobias Björk Sean MacFarlane Čároví: Nick Briganti Daniel Hynek |
| 4 min | 4 min | Tresty                      | 2 min | Rozhodčí: Tobias Björk Sean MacFarlane Čároví: Nick Briganti Daniel Hynek |
| 28 | 28 | Střely                      | 23 | Rozhodčí: Tobias Björk Sean MacFarlane Čároví: Nick Briganti Daniel Hynek |

## Konečné pořadí
| Poř.             | Tým        | Z  | V | VP | PP | P | GV | GI | +/− | B  | Soupiska | Konečný výsledek                                  |
| ---------------- | ---------- | -- | - | -- | -- | - | -- | -- | --- | -- | -------- | ------------------------------------------------- |
| Zlatá medaile    | Kanada     | 10 | 7 | 1  | 1  | 1 | 38 | 16 | +22 | 24 | Soupiska | Šampioni                                          |
| Stříbrná medaile | Německo    | 10 | 5 | 1  | 0  | 4 | 36 | 25 | +11 | 17 | Soupiska | Finalisté                                         |
| Bronzová medaile | Lotyšsko   | 10 | 4 | 3  | 0  | 3 | 30 | 25 | +5  | 18 | Soupiska | Třetí místo                                       |
| 4.               | USA        | 10 | 7 | 1  | 2  | 0 | 43 | 16 | +27 | 25 | Soupiska | Čtvrté místo                                      |
|                  |            |    |   |    |    |   |    |    |     |    |          |                                                   |
| 5.               | Švýcarsko  | 8  | 6 | 0  | 1  | 1 | 30 | 13 | +17 | 19 | Soupiska | Vyřazeni ve čtvrtfinále                           |
| 6.               | Švédsko    | 8  | 5 | 1  | 1  | 1 | 27 | 10 | +17 | 18 | Soupiska | Vyřazeni ve čtvrtfinále                           |
| 7.               | Finsko     | 8  | 5 | 0  | 1  | 2 | 29 | 19 | +10 | 16 | Soupiska | Vyřazeni ve čtvrtfinále                           |
| 8.               | Česko      | 8  | 4 | 0  | 1  | 3 | 22 | 19 | +3  | 13 | Soupiska | Vyřazeni ve čtvrtfinále                           |
|                  |            |    |   |    |    |   |    |    |     |    |          |                                                   |
| 9.               | Slovensko  | 7  | 3 | 0  | 2  | 2 | 15 | 15 | 0   | 11 | Soupiska | Vyřazeni ve skupinách                             |
| 10.              | Dánsko     | 7  | 2 | 1  | 0  | 4 | 19 | 26 | -7  | 8  | Soupiska | Vyřazeni ve skupinách                             |
| 11.              | Kazachstán | 7  | 1 | 2  | 0  | 4 | 14 | 31 | -17 | 7  | Soupiska | Vyřazeni ve skupinách                             |
| 12.              | Norsko     | 7  | 1 | 1  | 1  | 4 | 9  | 17 | -8  | 6  | Soupiska | Vyřazeni ve skupinách                             |
| 13.              | Francie    | 7  | 0 | 1  | 2  | 4 | 10 | 31 | -21 | 4  | Soupiska | Vyřazeni ve skupinách                             |
| 14.              | Rakousko   | 7  | 0 | 1  | 1  | 5 | 11 | 27 | -16 | 3  | Soupiska | Vyřazeni ve skupinách                             |
|                  |            |    |   |    |    |   |    |    |     |    |          |                                                   |
| 15.              | Maďarsko   | 7  | 0 | 1  | 1  | 5 | 12 | 37 | -25 | 3  | Soupiska | Mistrovství světa v ledním hokeji 2024 (Divize I) |
| 16.              | Slovinsko  | 7  | 0 | 0  | 0  | 7 | 9  | 27 | -18 | 0  | Soupiska | Mistrovství světa v ledním hokeji 2024 (Divize I) |

| Sestupují do 1. divize pro rok 2024: Maďarsko a Slovinsko                      |
| Postupují z 1. divize do turnaje MS Elit pro rok 2024: Velká Británie a Polsko |

## Hráčské statistiky

### Kanadské bodování
Toto je konečné pořadí hráčů podle dosažených bodů. Za jeden vstřelený gól nebo přihrávku na gól hráč získal jeden bod.
| Poř. | Hráč               | Tým      | Z  | G | A  | B  | TM | +/- |
| ---- | ------------------ | -------- | -- | - | -- | -- | -- | --- |
| 1.   | Rocco Grimaldi     | USA      | 10 | 7 | 7  | 14 | 6  | +8  |
| 2.   | Dominik Kubalík    | Česko    | 8  | 8 | 4  | 12 | 0  | +3  |
| 3.   | John-Jason Peterka | Německo  | 10 | 6 | 6  | 12 | 0  | +8  |
| 4.   | Rihards Bukarts    | Lotyšsko | 10 | 3 | 8  | 11 | 8  | +3  |
| 4.   | MacKenzie Weegar   | Kanada   | 10 | 3 | 8  | 11 | 6  | +10 |
| 6.   | T.J. Tynan         | USA      | 10 | 1 | 10 | 11 | 0  | +10 |
| 7.   | Henrik Tömmernes   | Švédsko  | 8  | 0 | 10 | 10 | 2  | +5  |
| 8.   | Cutter Gauthier    | USA      | 10 | 7 | 2  | 9  | 2  | +9  |
| 9.   | Lawson Crouse      | Kanada   | 10 | 6 | 3  | 9  | 4  | +9  |
| 10.  | Nikolaj Ehlers     | Dánsko   | 7  | 5 | 4  | 9  | 0  | -3  |

### Hodnocení brankářů
Toto je konečné pořadí pěti nejlepších brankářů.
| Poř. | Hráč                | Tým       | Z. | MIN    | OG | PZ  | PS  | POG  | Úsp%  |
| ---- | ------------------- | --------- | -- | ------ | -- | --- | --- | ---- | ----- |
| 1.   | Stanislav Škorvánek | Slovensko | 4  | 238:39 | 5  | 103 | 108 | 1.26 | 95.37 |
| 2.   | Karel Vejmelka      | Česko     | 4  | 236:26 | 7  | 117 | 124 | 1.78 | 94.35 |
| 3.   | Sam Montembeault    | Kanada    | 7  | 423:07 | 10 | 153 | 163 | 1.42 | 93.87 |
| 4.   | Lars Johansson      | Švédsko   | 5  | 303:42 | 8  | 112 | 120 | 1.58 | 93.33 |
| 5.   | Samuel Hlavaj       | Slovensko | 3  | 189:05 | 7  | 96  | 103 | 2.22 | 93.20 |

## Ocenění
Jednotlivé ocenění byly oznámeny poslední den šampionátu, 28. května 2023.

### Individuální ocenění
| Pozice  | Hráč               |
| ------- | ------------------ |
| Brankář | Artūrs Šilovs      |
| Obránce | MacKenzie Weegar   |
| Útočník | John-Jason Peterka |

### All-star tým médií
| Pozice  | Hráč               |
| ------- | ------------------ |
| Brankář | Artūrs Šilovs      |
| Obránce | MacKenzie Weegar   |
| Obránce | Moritz Seider      |
| Útočník | John-Jason Peterka |
| Útočník | Rocco Grimaldi     |
| Útočník | Dominik Kubalík    |
| MVP     | Artūrs Šilovs      |